# Deporte en Chile
El deporte en Chile es dirigido por el Ministerio del Deporte y promovido por el Instituto Nacional de Deportes. El Comité Olímpico de Chile organiza la participación olímpica, panamericana y suramericana; mientras que el Comité Paralímpico de Chile, la paralímpica, parapanamericana y parasuramericana. Hay cuatro populares en el país: el más practicado es el fútbol y el más exitoso es el tenis, preferidos en las áreas urbanas; en tanto que la rayuela y el rodeo lo son en las rurales, declarados como sus «deportes nacionales».
Durante 2019 el Estado invirtió cerca de 27 mil millones de pesos chilenos a nivel competitivo y anualmente entrega a los deportistas el Premio Nacional del Deporte de Chile, y el Círculo de Periodistas Deportivos de Chile, el Premio al mejor deportista de Chile. Los representantes nacionales son alentados principalmente con el grito coreado ceacheí y las victorias importantes son celebradas teniendo como núcleo la Plaza Baquedano en la capital Santiago.

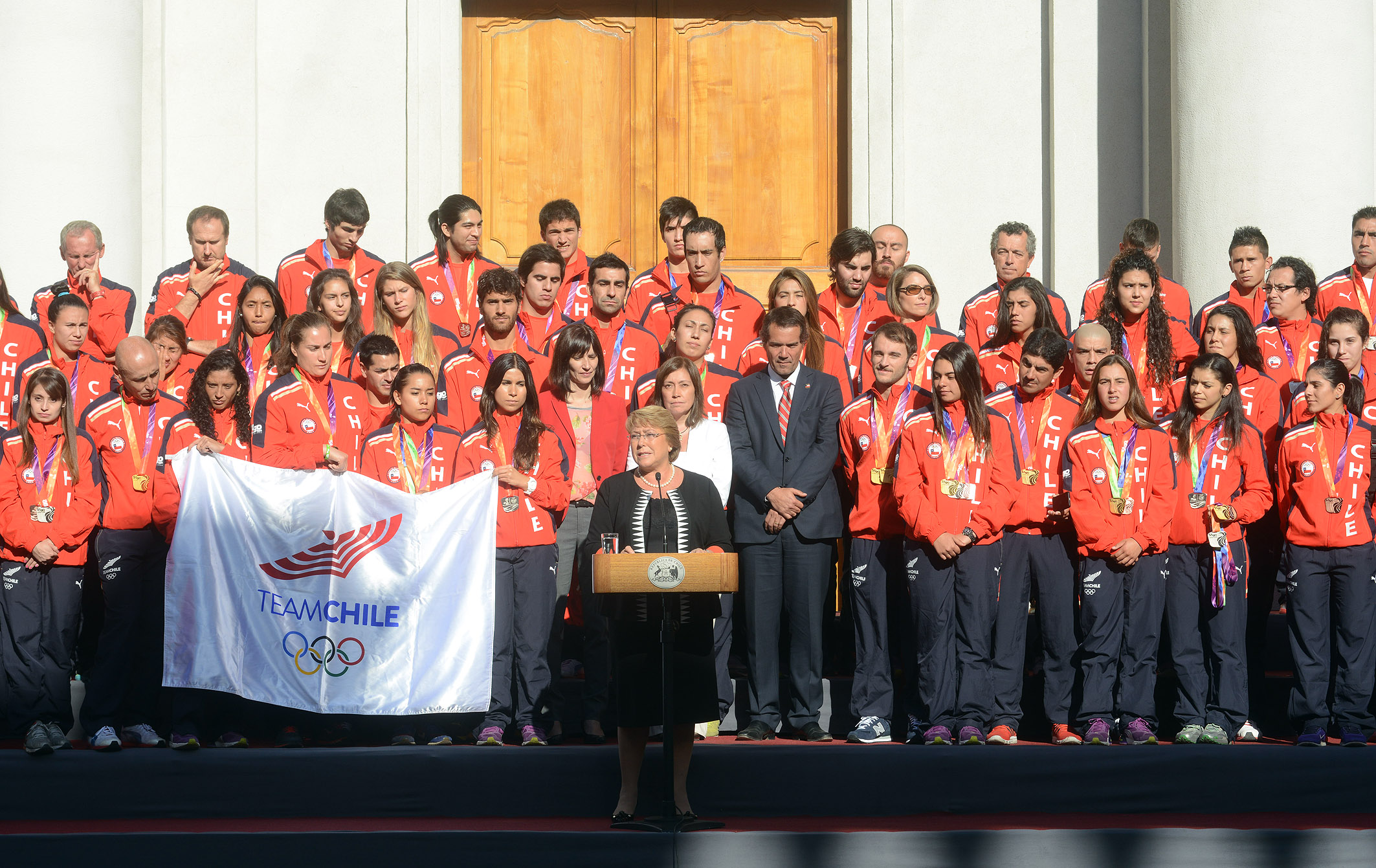
Medallistas chilenos de los Juegos Suramericanos de 2014 en el Palacio de La Moneda —la sede de gobierno nacional—.

A nivel adulto, Chile albergó los Juegos Panamericanos en 2023, también ha albergado los Juegos Sudamericanos de 1986 y 2014, la Copa Mundial de Fútbol en 1962, el Campeonato Mundial de Baloncesto en 1959,  el Campeonato Mundial de Baloncesto Femenino en 1953, el Campeonato mundial de hockey sobre patines Masculino en 1962 y 1980, el Campeonato mundial de hockey sobre patines femenino en 2006 y 2016, el Campeonato Mundial de Patinaje de Velocidad sobre Patines en Línea en 1999, el Campeonato Mundial de Polo en 1992 y 2015, albergó el Rally Dakar entre 2009 a 2015, la Copa América Femenina en 2018, ha sido anfitrión de la Copa América en 7 ocasiones, desde 2019 alberga una fecha del Campeonato Mundial de Rally, y desde 2023 se organiza el Chile Pádel Open, el cual pertenece al world pádel Tour.  

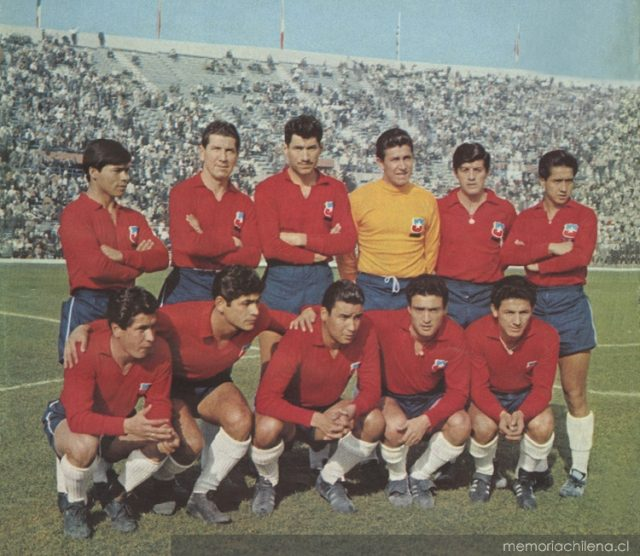
3 Lugar de la Copa Mundial de Futbol 1962 Leonel Sánchez goleador de ese mundial con 4 goles.

También en Chile se organizaron campeonatos mundiales juveniles de diversos deportes como el Copa Mundial de Fútbol Sub-20 en 1987, la Copa Mundial de Fútbol Sub-17 en 2015, la Copa Mundial Femenina de Fútbol Sub-20 en 2008, la Copa Mundial Junior de Hockey Femenino en 2019 y 2023, el Campeonato Mundial de Baloncesto Femenino Sub-19 en 2011, el Campeonato mundial junior de hockey sobre patines masculino en 2002 y 2007, el Campeonato Mundial de Atletismo Sub-20 en 2000, entre otros.
Entre sus logros en los deportes de equipo destacan los podios en los campeonatos mundiales adultos de fútbol (3.º, 1962), tenis (2.º, 1976), baloncesto (2.º, 1953; 3.º, 1950 y 1959), polo (1.º, 2008 y 2015; 2.º, 1992 y 2017; 3.º, 2004), pelota vasca (3.°, 1978, 1986, 1990, 1994 y 1998) y hockey patín (1.º, 2006; 3.º, 2014 y 2019). En los individuales sobresalen los títulos globales en alguna categoría de navegación a vela, karate (2008), rally raid (2001, 2004, 2005, 2006), remo (2002), patín carrera (2013 y 2014), esquí acuático (2013), halterofilia (2017), tiro al plato (1965, 1966) y tiro con arco (2011). En los Juegos Olímpicos de Verano, ha ganado quince medallas: tres de oro, ocho de plata y cuatro de bronce; mientras que en los Juegos Paralímpicos de Verano, ha conseguido trece medallas: cuatro de oro, tres de plata y seis de bronce.

## Historia
Los inicios del deporte en el actual territorio chileno están principalmente en el linao, palín, pillmatún y trümün, practicados por los indígenas mapuches durante siglos, respectivamente similares a los expandidos globalmente rugby, hockey, dodgeball y fútbol. Estos forman parte de los 32 deportes indígenas jugados en el país según la Asociación Nacional de Pueblos Originarios. En el siglo XIX los europeos introdujeron otros deportes. En Chile lo importante, como los periódicos, los bomberos, los ferrocarriles, máquinas a vapor, entre otras, pasaban primero por Valparaíso, ya que este al ser puerto principal del país era el paso obligado de los barcos que venían desde Europa por la emergente industria salitrera del norte. Por tal motivo, llegaron a Chile varios inmigrantes ingleses, italianos y españoles a compartir el espacio de los cerros porteños con una muchedumbre trabajadora. Habían viajado al país para quedarse a vivir, pero añoraban las costumbres del viejo continente, especialmente los británicos.

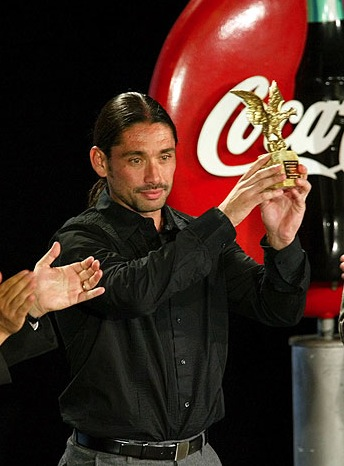
El tenista Marcelo Ríos fue distinguido por la Dirección General de Deportes y Recreación como el «mejor deportista chileno del siglo XX».

El deporte internacional chileno también surgió en la localidad de Valparaíso, en la segunda mitad de la centuria de parte de los ingleses y los nacidos en Chile de origen inglés que comienzan a dar rienda suelta a la hípica, y luego al cricket, que surgirían como las primeras agrupaciones destinadas a cobijar la práctica deportiva. Después surgieron las canchas de bádminton y tenis. Le sucederían los clubes de rugby y fútbol con nombres británicos que no perecieron el tiempo, como Wanderers y Everton, aún presentes en el puerto y su ciudad aledaña, Viña del Mar. Al principio sirvió como manifestación del espíritu y fomento de la salud de sus cultores, pero luego sería una expresión de espectáculo que ganaría espectadores y adeptos.
En 1896 Chile fue uno de los catorce países inauguradores de los Juegos Olímpicos modernos en Atenas, Grecia, donde no hubo representación planificada, sino la presencia del atleta Luis Subercaseaux, quien con 13 años de edad se inscribió en varias pruebas de atletismo, ya que en aquella época entrenaba en carreras al aire libre, siendo la primera persona latinoamericana en participar en alguna cita olímpica. En 1919 arribó el profesor checo de educación física Benedicto Kocián, catalogado como el «padre del baloncesto, gimnasia y voleibol chileno». Durante la década de 1920 el fútbol pasó a ser un deporte popular y desde la de 1930, el baloncesto —reemplazado por el tenis en los años 1960— y el boxeo —hasta los años 1970—.
En 1909 fue fundada la Federación Sportiva Nacional, luego de una manifestación masiva con cerca de quince mil personas en el centro histórico de Santiago organizada por el marino Arturo Fernández, cuyo objetivo fue pedir la liberación de derechos aduaneros para la importación de artículos deportivos, la construcción de campos de juegos en todo el país, una tarde semanal de actividad física para todos los estudiantes y la edificación de un Stadium Nacional para la práctica de todas las disciplinas. En 1918 fueron inaugurados los Campos de Sports de Ñuñoa en Santiago y en 1938, reemplazados por el Complejo deportivo del Estadio Nacional, ubicado cerca. El presidente Arturo Alessandri comenzó a recibir a los deportistas destacados internacionalmente en el Palacio de La Moneda en 1923 y creó el Consejo Superior de Educación Física y Moral en 1925. Fue publicada la revista Los Sports para masificarlo (1923-1931). En 1934 fue creado el Comité Olímpico de Chile (COCh).

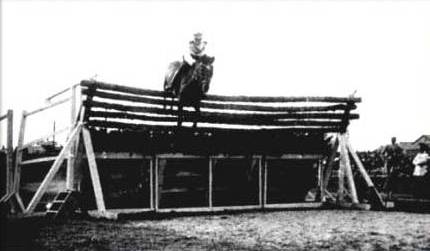
Alberto Larraguibel y su caballo Huaso batiendo la «marca mundial de salto alto ecuestre» en 1949 (vigente).

Los gobiernos radicales (1938-1952) le dieron prioridad al deporte para alejar a la población de los vicios, aumentando la práctica, el nivel y el público en los recintos, inspirados en el programa de educación física del Imperio alemán. En 1939 el presidente Pedro Aguirre Cerda creó la institución Defensa de la raza y ocupación del tiempo libre, cuyo objetivo fue «vigorizar y moralizar la raza por medio de ejercicios y entretenimientos honestos y el aprovechamiento higiénico y educativo de las horas libres». Fue difundida la revista Estadio (1941-1982), que ha sido la «principal publicación deportiva en Chile». En 1943 el presidente Juan Ríos impulsó la campaña «El chileno físicamente apto». Durante los años 1950 el país tuvo su esplendor deportivo y algunos de los resultados fueron la obtención de seis medallas olímpicas y sus mejores puestos panamericanos históricos.
Durante los años 2000 Chile ganó cinco medallas de sus deportes olímpicos populares: el fútbol y el tenis. En 2006 comenzó el programa de fomento Asociación de Deportistas Olímpicos de Chile y la actividad ciudadana Ciclorecreovía. El presidente Sebastián Piñera (2010-2014 y 2018-2022) tuvo un enfoque deportivo respondiendo a «la meta de crear un país de deportistas y para que nuestros deportistas de alto rendimiento nos sigan llenando de alegrías, orgullo y medallas», concibiendo la política pública «Elige Vivir Sano» en 2011; el Ministerio del Deporte en 2013, aumentando la inversión y el éxito; los Juegos Deportivos Nacionales en 2013; el Parque deportivo Estadio Nacional en 2023 y los Juegos Panamericanos de 2023. En la misma línea, el COCh estrenó el Canal del Deporte Olímpico (CDO) en la televisión chilena en 2011 y la marca deportiva nacional Team Chile en 2014. Desde 2016 Chile ha sido el «mejor destino mundial de deportes extremos» según los Premios Mundiales del Viaje.En los Juegos Olímpicos de Paris 2024, la deportista Francisca Crovetto logró conseguir la tercera medalla de oro para Chile, tras ganar la competencia de tiro al vuelo, convirtiéndose así en la primera mujer chilena en obtenerla.

## Deportes chilenos
Son considerados los deportes creados por culturas originadas en el actual territorio chileno.
Huasos
- Amansa de novillos
- Carreras a la chilena
- Domadura
- Persecución del chancho
- Rayuela
- Rodeo
- Topeadura
- Trilla a yegua suelta

Mapuche
- Carrera de wampo
- Kewatun
- Lefün
- Linao
- Longkotun
- Lükaytun
- Newenkantun
- Ngürükuram
- Palin
- Pillmatun
- Piñonada
- Prueba del tronco
- Pülkitun
- Rüllun
- Rüngkün
- Trentrikawe
- Trümün
- Waykitun
- Weyeltun
- Witruwetun

Rapanui
- Aka venga
- Haka pei
- Hi ika
- Hihiri 'opata
- Kau
- Kau hai pora
- Ruku
- Tau tanga
- Tono poro
- Vaka ama

Triatlón: Tangata manu, Tau’a Rapa Nui

Selknam
- Atu terén
- Carreras selknam
- Ch'onektárren
- Shuaken
- Tiro selknam

Urbanos
- Artes marciales chilenas
- Baila fútbol
- Carrera de balsas artesanales
- Carrera de carretones artesanales
- Volantinismo

## Ajedrez
En ajedrez destacan los seis jugadores con el título de Gran Maestro Internacional: Iván Morovic (1985), Roberto Cifuentes (1991), Rodrigo Vásquez (2003), Javier Campos (2005), Mauricio Flores (2009) y Cristóbal Henríquez (2016). Desde 1920 es realizado el Campeonato de Chile de ajedrez.

## Artes marciales mixtas
Los pioneros de las artes marciales mixtas (MMA) en el país y que participaron en torneos internacionales fueron Cristian Gorila Martínez, Víctor Vásquez y Humberto Norambuena. Si bien la popularidad de esta disciplina en Chile es baja a comparación de otros países del continente americano, de ahí han salido talentos como Ignacio Bahamondes (campeón mundial en LUX Fight League y actual referente chileno en la Ultimate Fighting Championship), Diego Rivas, Pablo Villaseca y Vicente Luque; éste último brasileño de ascendencia chilena.
Chile fue sede del evento UFC Fight Night: Maia vs. Usman y además existe el UFC GYM Chile. Su organización está a cargo de la Federación Chilena de MMA (MMAFE Chile).
Cabe recordar que también el actor Marko Zaror ha participado en el género de artes marciales en producciones de Hollywood.

## Atletismo

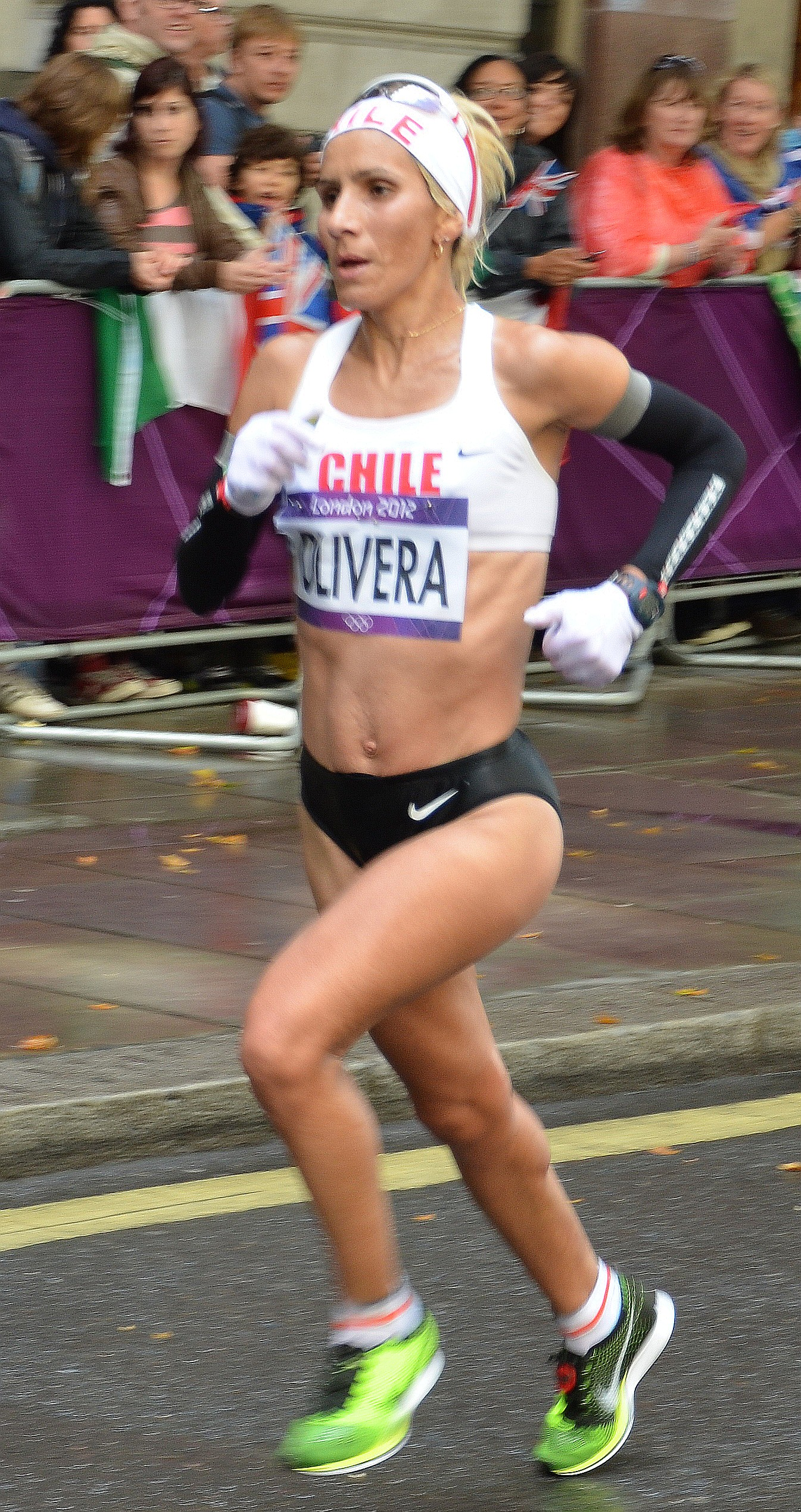
Érika Olivera en los Juegos Olímpicos de Londres 2012.

El atletismo le dio la primera medalla olímpica a Chile en toda su historia. Fue Manuel Plaza en el maratón de los Juegos Olímpicos de Ámsterdam 1928, quien obtuvo la medalla de plata al llegar a la meta a las 2 horas 33 minutos y 23 segundos luego de haber recorrido 42,195 kilómetros. Otra medallista fue Marlene Ahrens, quien obtuvo una medalla de plata en los Juegos Olímpicos de Melbourne 1956 en la prueba de lanzamiento de jabalina y siendo hasta la actualidad la única mujer chilena en conseguir una medalla olímpica.
En los Juegos Panamericanos los atletas chilenos han ganado un total de 51 medallas; 16 de oro, 14 de plata y 21 de bronce; siendo el deporte que más medallas ha entregado a Chile en dicha competencia y posicionando al país en el octavo lugar en el medallero del atletismo panamericano. Los atletas que han ganado medalla dorada en los Juegos Panamericanos han sido: en los Juegos Panamericanos de 1951, Beatriz Kretschmer en salto largo, Eliana Gaete en 80 metros vallas, Hernán Figueroa en decatlón, en los Juegos Panamericanos de 1955, Guillermo Solá en 3000 metros con obstáculos, Eliana Gaete en 80 metros vallas, en los Juegos Panamericanos de 1959, Marlene Ahrens en lanzamiento de la jabalina, en los Juegos Panamericanos de 1963, Marlene Ahrens en lanzamiento de la jabalina, en los Juegos Panamericanos de 1983, Emilio Ulloa en 3000 metros con obstáculos, en los Juegos Panamericanos de 1987, Gert Weil en Lanzamiento de bala, en los Juegos Panamericanos de 1991, Gert Weil en lanzamiento de la bala, en los Juegos Panamericanos de 1999, Erika Olivera en maratón, en los Juegos Panamericanos de 2011, Daniel Pineda en salto largo, en los Juegos Panamericanos de 2019, Gabriel Kehr en Lanzamiento de martillo, en los Juegos Panamericanos de 2023, Lucas Nervi en Lanzamiento de disco, Santiago Ford en Decatlón, Martina Weil en 400 metros planos.
Chile en los comienzos del atletismo sudamericano era una de las grandes potencias de la región junto a Argentina y Brasil, es más, estas 3 potencias eran llamadas la "ABC" del atletismo sudamericano y siempre se repartían los primeros lugares de los campeonatos que se realizaban por esos años; Chile fue campeón del Campeonato Sudamericano de Atletismo en 5 ocasiones de manera oficial y en 2 de manera extraordinaria, de manera oficial en los años 1919, 1920, 1935, 1939 y 1943, de manera extraordinaria en los años 1918 y 1946.
A nivel mundial Chile a obtenido medallas en diversas competencias de atletismo, en el Campeonato Mundial de Atletismo en Pista Cubierta, Sebastián Keitel el año 1995 obtuvo medalla de bronce en los 200 metros planos; en el Campeonato Mundial de Atletismo Sub-20, Chile ha obtenido 3 medallas, 1 de oro, 1 de plata y 1 de bronce, en donde destaca Natalia Duco, quien el año 2008 fue campeona del mundo junior en el lanzamiento de la bala; en el Campeonato Mundial de Atletismo Sub-18, Claudio Romero el año 2017 fue campeón del mundo juvenil en el Lanzamiento de disco.
A nivel paralímpico el atleta más destacado en la historia es Cristian Valenzuela, quien en los Juegos Paralímpicos de Londres 2012, obtuvo la medalla de oro en los 5000 metros T-11, además de tener 7 medallas en Campeonatos Mundiales, de las cuales 3 son de oro y 4 de plata; otra destacada deportista es Amanda Cerna, donde el año 2017 obtuvo una medalla de oro y una de plata en el mundial juvenil de Suiza, además de ese año alcanzar el primer lugar del ranking mundial en los 400 metros T-47.

## Automovilismo

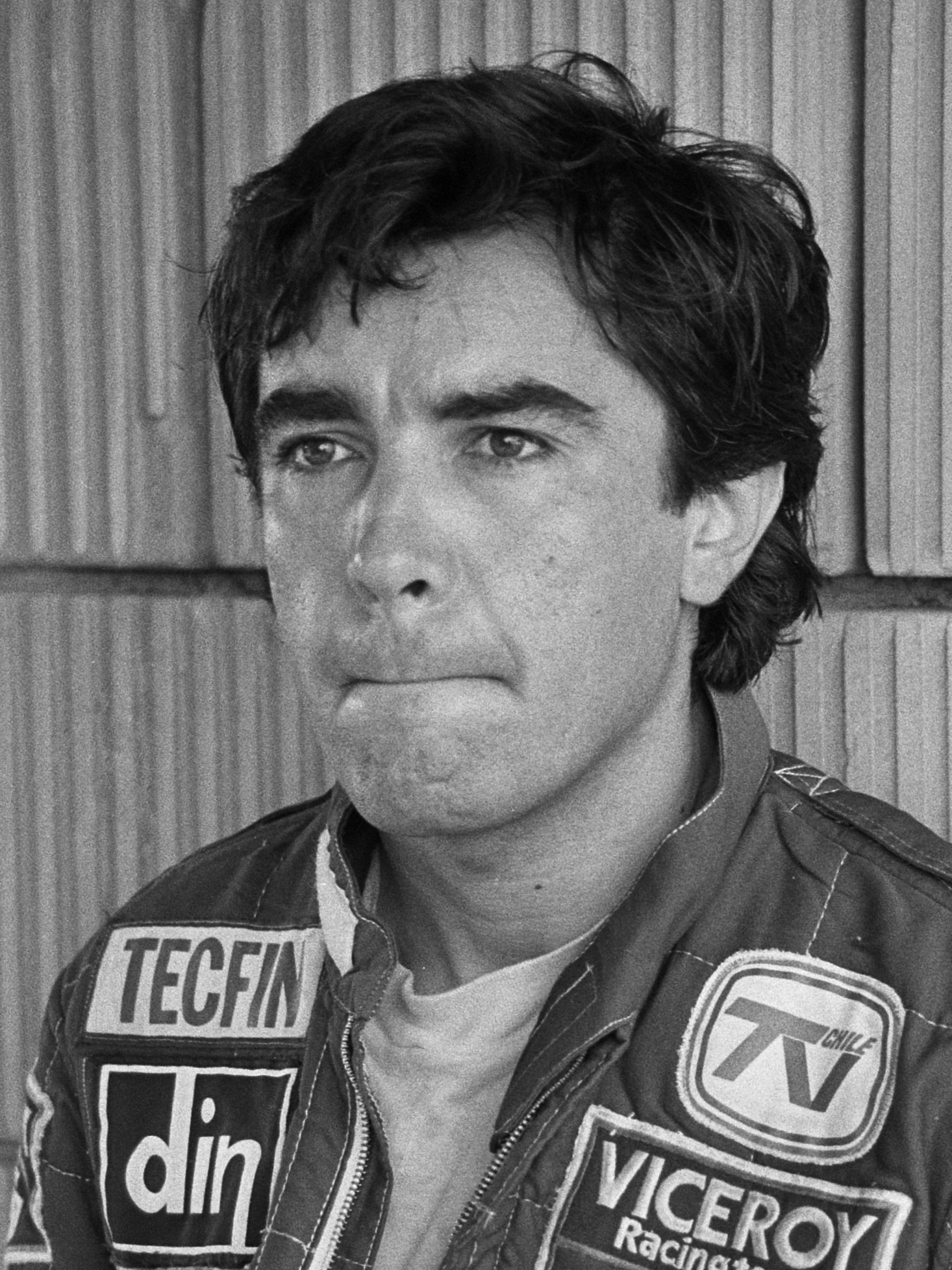
Eliseo Salazar en 1982, cuando competía en la Fórmula 1.

Durante mediados del siglo XX eran muy populares las competiciones de Turismo Carretera que unían por etapas largas distancias entre ciudades. Los competidores más destacados fueron Boris Garafulic, Bartolomé Ortiz, Raúl Jaras y Lorenzo Varoli.
En 1950 se disputó el Gran Premio de Chile, una carrera de Fórmula 1 no puntuables para la Temporada 1950. Compitieron dos chilenos en el evento, siendo Bartolomé Ortiz el que con su cuarto lugar se ubicó en lo más alto. La carrera fue ganada por el argentino Juan Manuel Fangio.
El primer piloto chileno en ganar una carrera internacional fue Juan Zanelli, quien competía en los Grand Prix. 
El máximo exponente de este deporte en Chile es Eliseo Salazar, quien es el único piloto del mundo que ha participado en las cinco competencias más importantes y tradicionales del automovilismo mundial: el Gran Premio de Mónaco de la Fórmula 1, las 500 Millas de Indianápolis, las 24 Horas de Le Mans, el Rally Dakar y el Campeonato Mundial de Rally. Pablo Donoso participó en la Indy Lights, y Martín Scuncio disputa la Star Mazda, hoy en día destacan los pilotos Benjamín Hites y Nicolás Pino, este último siendo el primer chileno en subirse al podio de las 24 horas de Daytona, al obtener un segundo lugar en su categoría.
Chile fue elegido, junto a Argentina, como sede del Rally Dakar a partir de 2009 debido a la suspensión de esta tradicional prueba de rally raid en el continente africano. Han competido pilotos como Eliseo Salazar, Carlo de Gavardo y Boris Garafulic Jr. en la categoría autos. Desde 2019 se realiza el Rally de Chile en la ciudad de Concepción, que es forma parte del Campeonato Mundial de Rally.
Las principales competencias de automovilismo en la actualidad son el Rally Mobil, la Fórmula 3 Chilena y el Turismo Competición 2000 Chile.

## Baloncesto
- La Roja

- Federación de Básquetbol de Chile

- Liga UNO

- Liga DOS

- Liga de Desarrollo

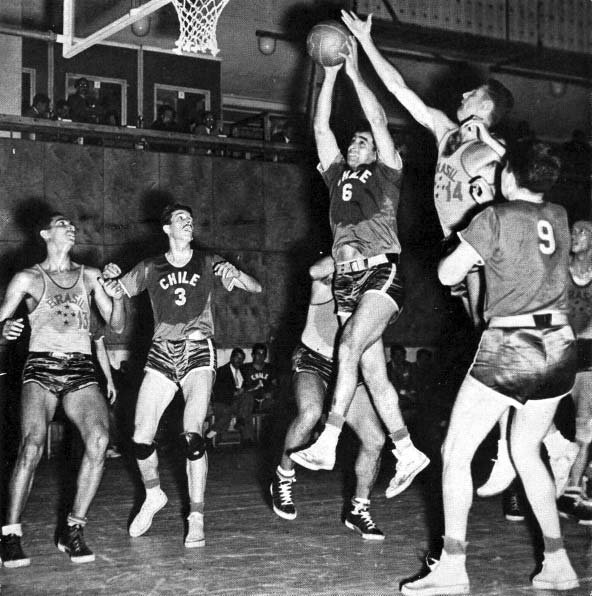
Chile ante Brasil en los Juegos Olímpicos de Helsinki 1952.

El baloncesto tuvo popularidad en el país entre las décadas de 1930 y 1950, cuando fue potencia mundial. A nivel masculino, la selección chilena fue tercera en los mundiales de 1950 y 1959, ha participado en cuatro Juegos Olímpicos: 1936 (cuando finalizó novena), 1948 (sexta), 1952 (quinta) y 1956 (octava), y ha ganado un título sudamericano en 1937. La Liga Nacional de Básquetbol es la liga profesional en la cual participan 12 equipos, entre ellos Club Deportivo Boston College (básquetbol) y Club Deportivo Universidad de Concepción (básquetbol). A nivel femenino, la selección chilena fue subcampeona mundial en 1953 y ha obtenido cuatro títulos sudamericanos, en 1946, 1950, 1956 y 1960. Existe la Liga Nacional Femenina de Básquetbol.
A nivel de clubes, Thomas Bata fue campeón del Campeonato Sudamericano de Clubes Campeones de básquetbol en 1967. El único de la costa pacífica de Sudamérica en obtener este logro.
En los Juegos Panamericanos el básquetbol chileno ha ganado una medalla de plata y dos de bronce. Baloncestistas destacados han sido Rufino Bernedo e Ismenia Pauchard.

### Baloncesto 3×3
En Chile también se ha desarrollado el baloncesto 3×3 (FebaChile 3×3) el que tiene representación con la selección femenina y la selección masculina, ambas clasificadas al FIBA 3×3 AmeriCup 2021 a disputarse en noviembre, en Miami, Estados Unidos.
Al 29 de julio de 2025, las selecciones chilenas de baloncesto 3x3 han demostrado un notable avance a nivel internacional, consolidándose como referentes emergentes en esta disciplina. En la categoría juvenil femenina, Chile alcanza un destacado 4º lugar mundial, mientras que en el juvenil masculino se posiciona en el 9º lugar, evidenciando el crecimiento sostenido del semillero nacional. En las categorías adultas, el equipo femenino se ubica en la 14ª posición del ranking mundial, mientras que el masculino figura en el 23º lugar, consolidando el esfuerzo de la federación y el impacto del trabajo formativo en todo el país. Estos resultados reflejan una evolución histórica para el baloncesto 3x3 chileno, que ha sabido posicionarse con identidad propia en un escenario cada vez más competitivo.
Durante los últimos años, Chile ha vivido un verdadero despertar en el mundo del básquetbol 3x3, consolidándose como una de las naciones emergentes más prometedoras de esta disciplina a nivel internacional. Uno de los hitos más impactantes ocurrió en el ámbito juvenil, donde la selección chilena alcanzó un logro histórico al posicionarse en el puesto número 1 del ranking mundial U18, tanto en la rama femenina como masculina. Este primer lugar reflejó no solo el talento individual de los jóvenes atletas, sino también una planificación seria y sostenida desde la federación, con un enfoque claro en el desarrollo del 3x3 como modalidad competitiva.
A nivel adulto, las selecciones también han ido escalando posiciones en el exigente ranking FIBA 3x3. El mejor ranking histórico del equipo femenino ha sido el puesto 14 del mundo, mientras que la selección masculina alcanzó su punto más alto en la posición 22. Actualmente, el combinado nacional —considerando los puntos de ambas ramas— se sitúa en el puesto 18 del ranking global, un lugar privilegiado que da cuenta del progreso y la constancia del trabajo realizado en esta disciplina. Pero más allá de los rankings, Chile ha dejado huella en las canchas del mundo con actuaciones memorables. Uno de los hitos más recordados fue la medalla de plata obtenida por la selección masculina y el bronce de la selección femenina en los Juegos Panamericanos de Santiago 2023, donde todos los jugadores mostraron carácter, técnica y una conexión colectiva que emocionó al público local. Este logro no solo marcó un antes y un después para este deporte en el país, sino que también posicionó a Chile como una fuerza real en el básquetbol 3x3 continental.
En el plano internacional, Chile ha participado en diversas ediciones de mundiales juveniles y adultos, siendo protagonista en varios encuentros clave. Dentro de las Nations Leagues juveniles en el 3x3, destacan dos momentos que resaltan por su impacto simbólico y deportivo: las dos victorias del equipo juvenil chileno sobre Estados Unidos, la gran potencia histórica del básquetbol mundial. Estos triunfos no solo rompieron con los pronósticos, sino que además evidenciaron el alto nivel competitivo que han alcanzado los jugadores chilenos formados en el circuito 3x3. Estos avances no son casualidad. Son el reflejo de años de esfuerzo, de trabajo en equipo, de apostar por una disciplina que exige velocidad, inteligencia táctica y una mentalidad fuerte. Hoy Chile no solo compite: Chile incomoda, desafía y gana. Y aunque aún queda camino por recorrer, los logros alcanzados hasta ahora permiten soñar en grande y creer que el básquetbol 3x3 puede seguir abriendo puertas históricas para el deporte nacional.
Hasta el 29 de julio de 2025, Fernanda Ovalle se ha destacado como la jugadora chilena con el mejor ranking individual histórico en el baloncesto 3x3 femenino. Actualmente, ocupa el puesto 12 del mundo en el ranking individual de FIBA 3x3, con un total de 67,991 puntos. Este logro resalta el talento y la dedicación de Ovalle, quien ha sido una pieza clave en la selección nacional y ha representado a Chile en diversos torneos internacionales. Su desempeño ha sido fundamental para consolidar a Chile como una potencia emergente en el baloncesto 3x3 a nivel mundial.

## Balonmano
La práctica del balonmano es poco difundida en Chile pero la Selección femenina de balonmano de Chile, clasificó al Campeonato Mundial Femenino de Balonmano de 2009.
El jugador más destacado es Marco Antonio Oneto ha militado en FC Barcelona Borges equipo que pertenece a la Liga Asobal de la liga Española de Balonmano.
En 2011, la Selección de balonmano de Chile clasificó por primera vez en su historia a un Campeonato Mundial de Balonmano el cual se disputó en Suecia. En 2013 volvió a clasificarse al Mundial realizado en España. 
Su actual selección, ha sido catalogada como la generación dorada de Chile, y por primera vez tiene a 8 de sus jugadores militando profesionalmente en el extranjero.
El deporte se encuentra regulado por la Federación Chilena de Balonmano, miembro del Comité Olímpico de Chile y afiliada a su vez la Confederación Sur y Centroamericana de Balonmano (Coscabal), la Federación Panamericana de Handball y a la International Handball Federation. La máxima competición universitaria es el Campeonato Nacional Universitario Balonmano Chile.

### Balonmano playa
En Chile también se ha desarrollado el balonmano playa el que tiene representación con la selección femenina y la selección masculina.

## Béisbol
La mayor actividad deportiva se lleva a cabo en el norte del país, donde fue traído desde el extranjero a principios del siglo XX; primero practicado por norteamericanos en el norte de Chile, y posteriormente el japonés Sakurada lo formaliza en Iquique, ciudad que a futuro sería campeona nacional en varios eventos; Tocopilla es otra ciudad importante que ha logrado el título nacional más de 18 veces consecutivas. Chile ha participado en ocho campeonatos sudamericanos y consiguió estar entre los Top Ten en el Mundial Juvenil de Japón en 1989.
Este deporte y el sóftbol son practicados principalmente en las ciudades de Iquique, Tocopilla, Antofagasta y Arica, además de algunas otras ciudades como Santiago, San Antonio, Melipilla y Concepción.

## Bodyboard
Chile en bodyboarding fue campeón del mundo en el año 2014 y además de ese logro el chileno Yoshua Toledo ha sido campeón del mundo sub-18 en 2 ocasiones. Su organización está a cargo de la Federación Deportiva Chilena de Bodyboard.

## Boxeo

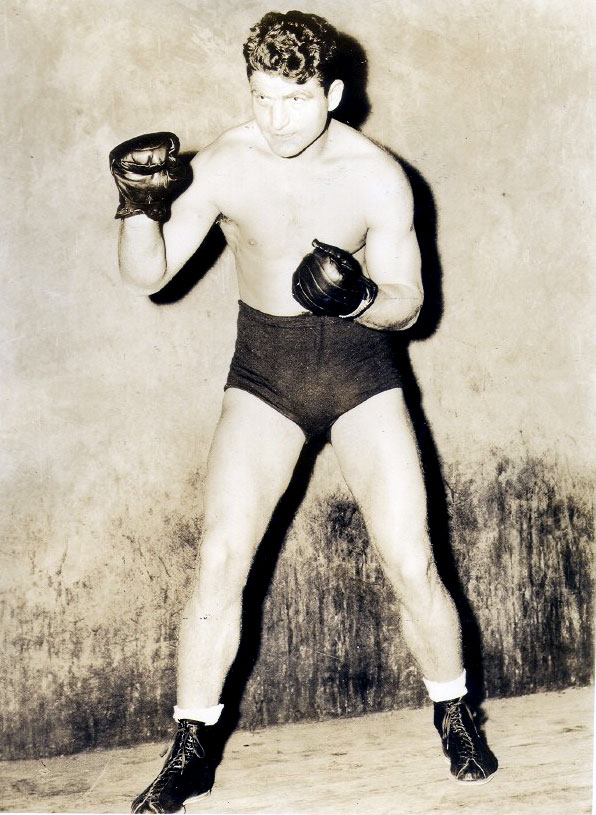
Arturo Godoy.

En la década de 1920 destacaron en boxeo Luis Vicentini y Estanislao Loayza. La gran figura de la década de 1930 fue Arturo Godoy, quien se enfrentó dos veces contra Joe Louis y fue, hasta su retiro, campeón sudamericano de todos los pesos. También destacan Ramón Tapia, Claudio Barrientos y Carlos Lucas, quienes fueron medallistas de plata y bronce, en los Juegos Olímpicos de Melbourne 1956. Godfrey Stevens combatió en 1970 por el título mundial de la categoría pluma contra el japonés Shozo Saijyo. Benedicto Villablanca combatió en 1983 por el título mundial Jr. Ligero de la WBA contra el estadounidense Roger Mayweather "Black Mamba", tío de Floyd Mayweather, Jr.
Uno de los boxeadores más recordados es Martín Vargas, quien fue campeón sudamericano de su especialidad e intentó cuatro veces obtener el primer título mundial de boxeo para Chile, perdiendo en todas las oportunidades pero transformándose en un ídolo nacional.  Otro boxeador recordado es Carlos Cruzat, que fue campeón mundial de la categoría crucero en la Asociación Internacional de Boxeo (AIB). En el boxeo femenino, Patricia Demick fue campeona del mundo y se convirtió en el primer chileno en tener un título mundial de boxeo, tanto en hombres como en mujeres, aunque horas después le quitaron el título. En 2013, Carolina Rodríguez, conocida como "Crespita", se coronó campeona mundial del peso gallo de la Asociación Internacional de Boxeo Femenino (WIBA). En mayo de 2014 obtuvo el título mundial de peso gallo de la Federación Internacional de Boxeo (FIB).
Chile ha ganado 1 plata y 2 bronces en los Juegos Olímpicos, todas ganadas en el año 1956; en cuanto en los Juegos Panamericanos Chile ha ganado 3 oros, 9 platas y 5 bronces; en cuanto en las últimas 4 ediciones de Juegos Suramericanos (2006, 2010, 2014 y 2018), Chile ha ganado 1 medalla de plata y 5 de bronces.
Dos de los recintos históricos son el Teatro Caupolicán y el Club México.
“La Leona” Daniela Asenjo, pelearía el 19 de abril de 2020 por el título mundial supermosca de la AMB, pero por la pandemia fue cancelado.
José “Pancora” Velásquez disputó en 2021 los títulos mundiales de la FIB y de la AMB de categoría super gallo ante Murodjon Akhmadaliev cayendo en las tarjetas por decisión unanime. 
En 2022 Daniela Asenjo se coronó campeona mundial supermosca de la Organización Internacional de Boxeo (OIB) y en 2023 obtiene el título mundial silver del Consejo Mundial de Boxeo (WBC). En los últimos años han destacado a nivel masculino boxeadores como Julio Alamos, Andrés campos, Junior Cruzat, Eduardo Zuleta y Joseph Cherkashyn.
Su organización está a cargo de la Federación Chilena de Boxeo (Fechibox) y la Comisión Nacional de Boxeo Profesional.

## Cheerleading
Chile fue campeón del mundo, al haber llegado a la cima de uno de los deportes que más recientemente han sido reconocidos por el Comité Olímpico Internacional, la animación o cheerleading, como se conoce en inglés. El equipo mixto de la delegación sudamericana conquistó el año 2017 la medalla de oro del mundial de animación en la categoría "COED Elite", del torneo organizado por la Unión Internacional de Animación (ICU, por sus siglas en inglés), organismo que cuenta con más de 100 federaciones nacionales y 4,5 millones de atletas registrados, Chile superó a países como Inglaterra o Puerto Rico, que completaron el podio, y a otros 14 países de todas partes del mundo, esta medalla no es la primera que obtiene el país en dicha competencia, pues antes ya había conquistado la medalla de plata y bronce, con estos grandes resultados Chile comenzara a competir en equipos mixtos en la categoría "COED Premier", que es donde están los países más fuertes del mundo en este deporte.
El éxito de Chile y la constante presencia de representantes latinoamericanos entre los atletas más destacados de los mundiales de animación refuerza la posición de esta actividad como deporte olímpico, logro que se alcanzó en diciembre del año pasado. El cheerleading competitivo es muy diferente al que se suele ver en los deportes profesionales en Estados Unidos, sea en el fútbol americano o el baloncesto, donde se reconocen más como porristas y predomina el aspecto de animación. En competencia, en cambio, pueden realizar movimientos similares a gimnastas que participan al más alto nivel y los equipos son juzgados por la habilidad que demuestran en sus coreografías, en las que realizan volteretas baile, pirámides, saltos y diferentes tipos de acrobacia.
La selección femenina Team Chile se coronó como la ganadora del Campeonato Mundial de Cheerleaders ICU 2019, en la categoría "All Girls Elite", del torneo que se llevó a cabo en el ESPN Wide World of Sports de Orlando, Florida. El equipo de 23 mujeres, junto al cuerpo técnico conformado por César Aracena, Yamile Castro, Sergio Vidal y Francisco Melo, obtuvo el primer lugar en la categoría "All Girls Elite", dejando en segundo lugar al equipo de Australia y en tercer lugar a Eslovenia, con esto Chile el próximo año competirá en la categoría máxima de la animación mundial femenina, en la categoría "All Girls Premier".
La práctica de este deporte está a cargo de la Federación Deportiva de Cheerleaders y Grupos de Animación de Chile (Fedecheer).

## Ciclismo

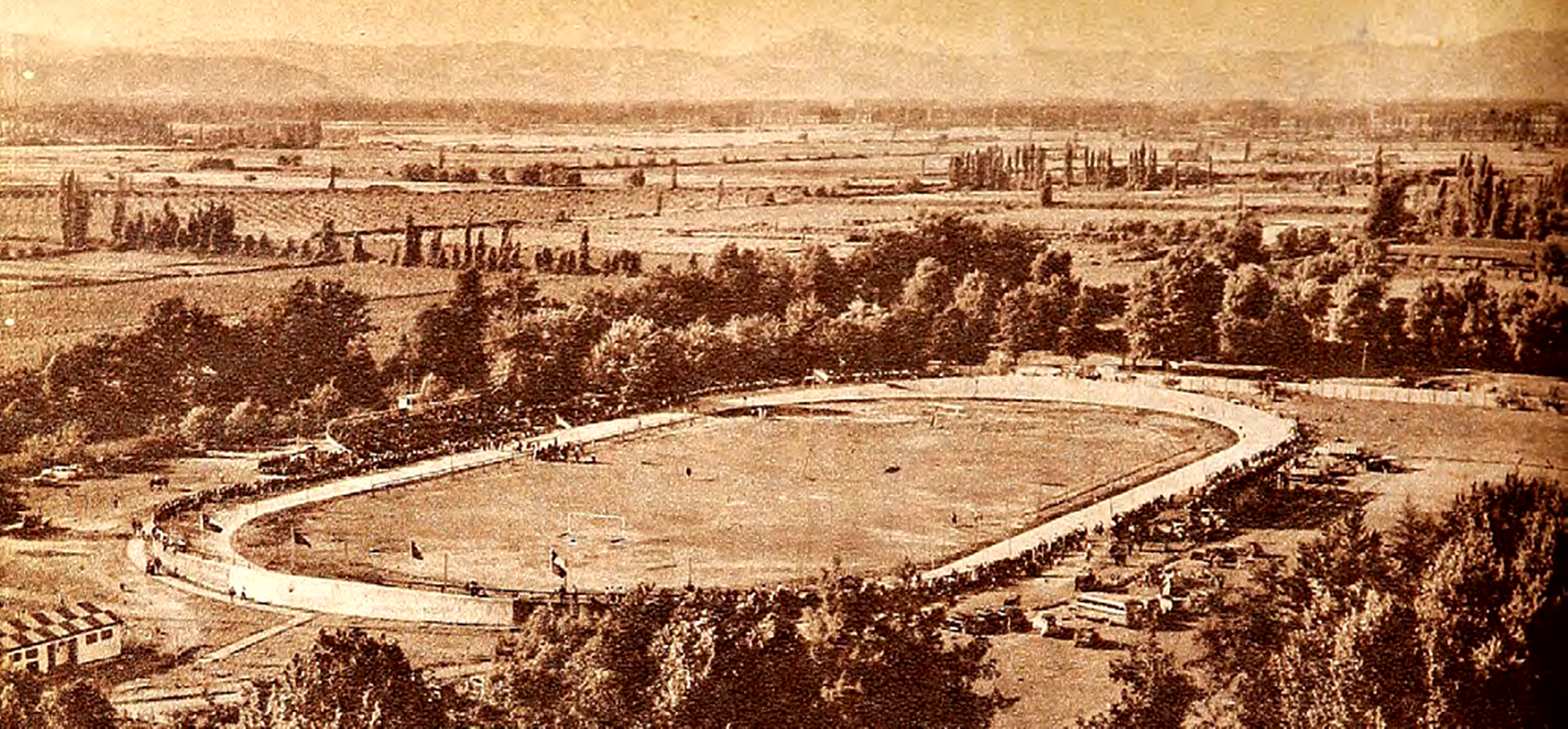
Así lucía en 1954 el velódromo pavimentado de La Granja, Curicó. El año anterior, en 1953, fue escenario del Campeonato Nacional de Ciclismo de Chile.

El ciclismo es uno de los deportes recreacionales más practicados de Chile. La Vuelta Ciclista de Chile es la principal competencia nacional, en la cual participan diversos equipos internacionales. Sin embargo, sus reiteradas suspensiones por desacuerdos entre la organización (la última edición viene de 2017) ha favorecido a otras competencias de la nación que, a diferencia de la Vuelta a Chile, si forman parte del calendario de la UCI como la Vuelta a Chiloé y el Gran Premio de la Patagonia.
Un referente del ciclismo chileno, tanto en pista como en ruta, es Marco Arriagada, quien ha participado en tres Juegos Olímpicos (Atlanta 1996, Atenas 2004 y Beijing 2008). Este deportista fue el abanderado en la delegación chilena de los Juegos Panamericanos de 2007, donde obtuvo oro en persecución por equipos y fue cuarto en puntuación. Además ha alcanzado dos medallas de oro y dos de plata en los Juegos Panamericanos de 2003, medalla de oro en los Juegos Sudamericanos de 2006, 8 medallas de oro en campeonatos panamericanos específicos, dos veces Campeón de la Vuelta Ciclista de Chile y campeón de la Copa Mundo de Rusia 2004 en puntuación y Martín Vidaurre en ciclismo de montaña. En cuanto a mujeres, la deportista más destacada internacionalmente es Bernardita Pizarro, quien el año 2006 fue quinta en el ranking UCI en la modalidad de ciclismo de montaña y Catalina Soto en ciclismo de ruta.
Por lo general, los mejores ciclistas de Chile son oriundos de la ciudad de Curicó, que es conocida como la "capital del ciclismo chileno".
En 1910 el «Audax Club Ciclista Italiano», nació como un club casi exclusivamente enfocado al ciclismo, sin embargo, desapareció luego de casi un siglo y quedó la rama de fútbol, Audax Italiano. 
Todo lo relacionado con el ciclismo está dirigido por la Federación Deportiva Nacional de Ciclismo de Chile.

### BMX
Francisco 'Coco' Zurita se adjudicó medalla de oro en la categoría Vert (Media Tubería), en el Mundial de BMX Freestyle que se disputó en Colonia, Alemania. Venció a Matt Hoffman, quien se quedó con el segundo lugar.
Karla Ortiz ha sido una de las grandes exponentes de Chile en el BMX, desde 2017 a 2020 ganó en el Campeonato Mundial de BMX la categoría crucero.
La rider Macarena Pérez Grasset en BMX Freestyle.

## Críquet
El primer partido de críquet en Chile data de 1829. Actualmente Chile está afiliado a la ICC y desarrolla un activo proceso en las categorías infantiles. A pesar de que este deporte en Chile es muy poco conocido y que cuenta con muy pocos deportistas que lo practican, el Beach Cricket se ha vuelto muy popular en las playas del Litoral Central en los meses de verano. En febrero de 2009 se realizó el segundo Torneo Internacional de Beach Cricket en la playa Las Salinas de Viña del Mar, en donde participaron más de ochenta jugadores, nacionales y extranjeros, repartidos en una decena de equipos.

## Deportes de invierno
En los meses de invierno son muy practicados estos deportes, principalmente el esquí y el snowboard. A menos de 35 kilómetros de Santiago se ubican los complejos invernales de El Colorado, Farellones, La Parva y Valle Nevado. En la Región de Valparaíso se encuentra el centro de esquí de Portillo, siendo uno de los más antiguos del país y el organizador del Campeonato Mundial de Esquí Alpino de 1966. Otros centros de esquí importantes son Chapa Verde, Termas de Chillán, Antuco, Corralco, Los Arenales, Las Araucarias, Volcán Villarrica, Antillanca, Cerro El Fraile y Cerro Mirador. Además los andinistas chilenos han logrado importantes cumbres como el Monte Everest.
Chile no ha ganado aún medallas en los Juegos Olímpicos de Invierno. Santiago cuenta con potencial para organizarlos a futuro debido a la moderna infraestructura de sus más cercanos centros invernales, además de su rápida conexión con el Aeropuerto Internacional de Santiago por medio de autopistas urbanas.

## Deportes electrónicos
Dentro de los denominados Deportes electrónicos (eSports), Chile ha cosechado varios triunfos. Quienes más han destacado en estas disciplinas han sido el jugador Zero, campeón mundial del videojuego Super Smash Bros, y en el League of Legends el equipo Kaos Latin Gamers, campeones en múltiples ocasiones de la región Latinoamérica sur y participantes del League of Legends World Championship. Leo Rey (Kung Leo) y LaD Cobra ha ganado diversos campeonatos nacionales de Mortal Kombat. Existen campeonatos de Street Fighter y Tekken. Está dirigido por eSports Chile, Federación Nacional de Deportes Electrónicos Chile.

## Equitación

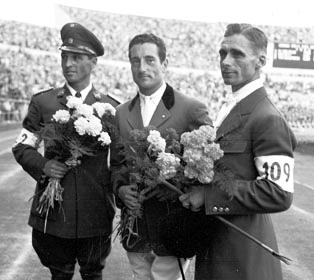
Óscar Cristi (a la izquierda), en los Juegos de Helsinki 1952.

La equitación ha logrado grandes hitos deportivos para Chile. En 1949 el capitán del Ejército de Chile, Alberto Larraguibel, con su caballo Huaso, logró batir el récord mundial de salto alto al superar un obstáculo de 2,47 metros. Este récord se encuentra vigente en la actualidad.
En los Juegos Olímpicos de Helsinki 1952, Chile participó con equipo completo en las tres disciplinas: salto, adiestramiento y concurso completo, obteniendo medalla de plata por equipo e individuales en salto. Los binomios medallistas por equipo fueron Ricardo Echeverría en ‘Lindo Peal’ (Ejército), César Mendoza Durán en ‘Pillán’ (Carabineros) y Óscar Cristi en ‘Bambi’ (Carabineros). Este último consiguió la medalla de plata en la competencia individual.
En 1981 el Comité Olímpico Internacional otorgó al general Eduardo Yáñez la distinción como El mejor jinete de todos los tiempos por sus importantes logros en la década de 1930 y 1940 en Nueva York. "El maestro" como le decían, fue capitán del equipo chileno en innumerables competencias, Presidente de la Federación Ecuestre y juez olímpico internacional.

## Esgrima
La esgrima en Chile es un deporte competitivo amateur que cada año se ve incrementado en su número de participantes. Durante largo tiempo ha estado en juegos olímpicos, panamericanos, sudamericanos, etc. con destacados competidores como lo son Paris Inostroza que ha estado en cuatro Juegos Olímpicos. Otro deportista destacado es Felipe Alvear medallista de plata en Juegos Panamericanos en el arma florete, Río de Janeiro 2007 y Guadalajara 2011 y Gustavo Alarcón que lo repitió en Lima 2019 y Katina Proestakis.

## Esquí náutico
Felipe Miranda fue campeón del mundo de esquí acuático, además de ganar diversas medallas para Chile en este deporte. Destacan sus hermanos Rodrigo Miranda y Tiare Miranda, además de Valentina González y Martín "Tincho" Labra. Su organización está a cargo de la Federación Chilena de Esquí Náutico y Wakeboard (FCEW).

## Fisicoculturismo y Fitness
En Fisicoculturismo y Fitness destaca Kim Gutiérrez. Su organización está a cargo de la Federación Chilena de Fisicoculturismo y Fitness (FECHIFF) y la Federación Internacional de Fisicoculturismo (IFBB).

## Fútbol

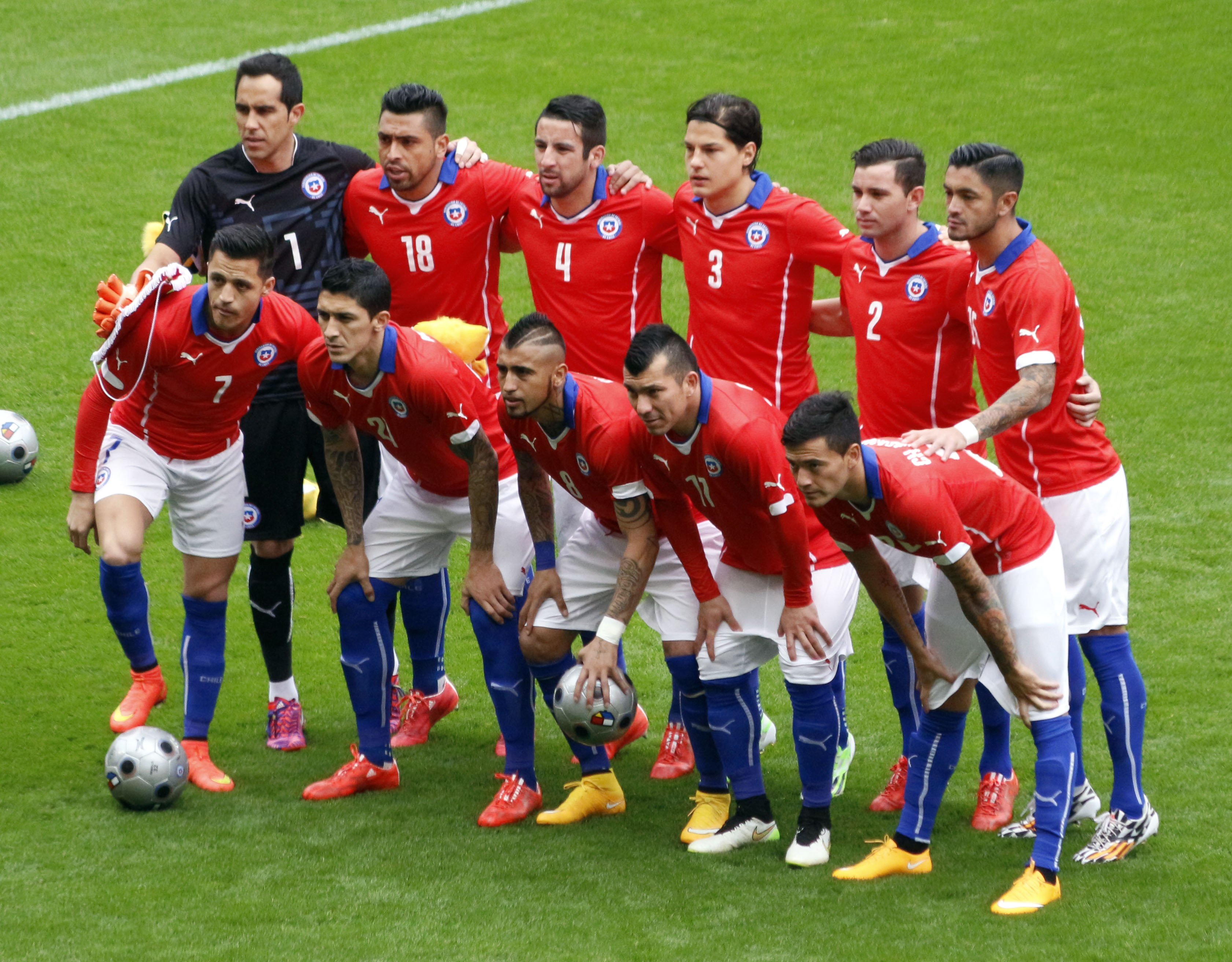
La selección de fútbol de Chile.

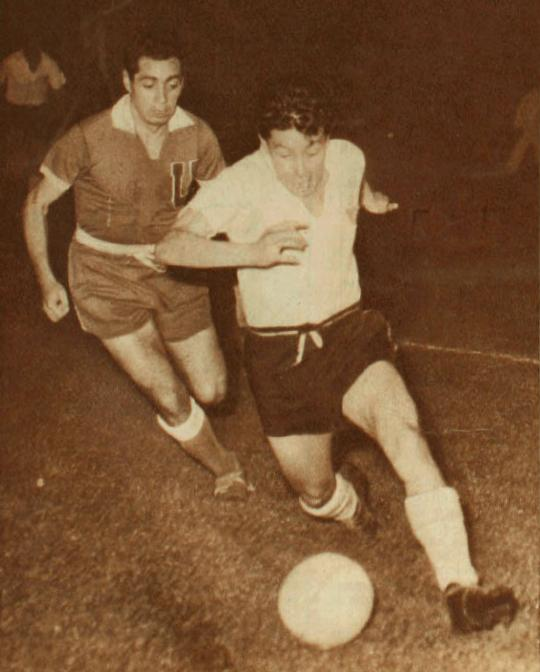
El «Superclásico del fútbol chileno» es el nombre por el que se conoce a los partidos entre Colo Colo y la Universidad de Chile. En la imagen, una de sus versiones, disputada en 1959.

- La Roja

- Federación de Fútbol de Chile

- Primera División

- Primera B de Chile

- Segunda División Profesional de Chile

- Tercera División A de Chile

- Tercera División B de Chile

El fútbol es el deporte más popular de Chile, país que fue anfitrión de la Copa Mundial de Fútbol de 1962 y cuya selección nacional obtuvo el tercer lugar en ese certamen, además de haber ganado en dos ocasiones la Copa América en 2015 y 2016. Ha conseguido un subcampeonato en la Copa FIFA Confederaciones 2017, la medalla de bronce en los Juegos Olímpicos de Sídney 2000, un tercer lugar en la Copa Mundial de Fútbol Sub-17 de 1993 y otro tercer lugar en la Copa Mundial de Fútbol Sub-20 de 2007. La selección de fútbol de Chile ha sido el cuarto país de la Conmebol que más veces ha asistido a copas mundiales de selecciones adultas.
En cuanto a clubes, los logros internacionales más importantes que han conseguido cronológicamente conjuntos chilenos son: La Copa Libertadores 1991, Recopa Sudamericana 1991 y Copa Interamericana 1992, obtenidas por Colo Colo; la Copa Interamericana 1994, ganada por Universidad Católica; y la Copa Sudamericana 2011, lograda por Universidad de Chile.
Los principales futbolistas chilenos han sido Raúl Toro, Sergio Livingstone, Jorge Robledo, Enrique Hormazábal, Leonel Sánchez, Luis Eyzaguirre, Elías Figueroa, Carlos Reinoso, Carlos Caszely, Roberto Rojas, Iván Zamorano, Marcelo Salas, actualmente brillan en el fútbol mundial jugadores como Arturo Vidal, Alexis Sánchez, Claudio Bravo y Christiane Endler.

### Fútbol femenino
La Selección femenina de fútbol de Chile es el equipo representativo del país en las competiciones oficiales de fútbol femenino. En la Copa América Femenina, obtuvo dos subcampeonatos en 1991 y 2018 (y Premio Fair play), en donde el 22 de abril de 2018 clasificaron por primera vez a una Copa del Mundo, la Copa Mundial Femenina de Fútbol de 2019 en Francia. Además disputaron los Juegos Olímpicos de Tokio 2020, los primeros en su historia.
A nivel juvenil, participó en la Copa Mundial Sub-20 de 2008, a la que clasificó por ser anfitrión, y en la Copa Mundial Sub-17 de 2010 realizada en Trinidad y Tobago. En 2010, la selección sub-15 obtuvo la medalla de oro en la edición inaugural de los Juegos Olímpicos de la Juventud.
En clubes a nivel internacional, los equipos femeninos de fútbol disputan desde 2009, la Copa Libertadores de América Femenina, Colo Colo se consagró campeón de la Copa Libertadores Femenina 2012 tras vencer en la final al equipo brasileño Foz Cataratas, convirtiéndose en el segundo club de América en obtener la versión masculina y femenina del torneo, además consiguió los subcampeonatos en 2011, 2015 y 2017. En 2010 Everton fue subcampeón, disputando la final frente a Santos de Brasil.

### Fútbol playa
Chile en fútbol playa obtuvo la medalla de bronce en los Juegos Bolivarianos de Playa Chile 2016 y fue tercero en en la copa américa de fútbol playa el 2023 y el 2025.  Existe el Campeonato Nacional de fútbol playa de Chile.

### Fútbol sala
En fútbol sala (mal llamado babyfútbol, mini fútbol o showbol) existe el Campeonato Nacional de Futsal ANFP.

### Fútbol calle
Chile ha sido uno de los equipos más fuertes de esta disciplina en los últimos años. De hecho, el cuadro nacional se ha consagrado campeón mundial en dos ediciones (2012 y 2014), habiendo conseguido un subcampeonato en 2010 y un cuarto lugar en 2013. Además fue campeón de la Copa América de Fútbol Calle en 2013 y 2014.

### Fútbol 7
El fútbol 7 (futbolito) se encuentra regulado por la Asociación Nacional de Fútbol 7 (ANF7) Archivado el 6 de diciembre de 2020 en Wayback Machine. y la Federación Internacional de Fútbol 7 (FIF7). La Selección de fútbol 7 de Chile y la Selección femenina de fútbol 7 de Chile (Campeonas de la Copa Intercontinental FIF7 Curitiba, Brasil 2018) son los equipos representativos del país. París FC de Chile es el campeón de la FIF7 Copa Sudamericana 2020 en Porto Alegre, Brasil. En 2022 la selección masculina logró coronarse campeona de la Copa América frente a la selección Argentina en Buenos Aires.

## Fútbol americano
Destaca Sammis Reyes, el primer jugador profesional chileno de fútbol americano en la National Football League (NFL).

## Gimnasia

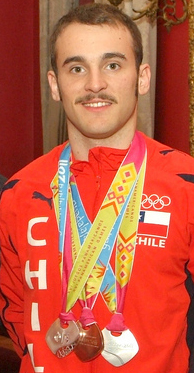
Tomás González.

Tomás González se ha coronado campeón mundial en algunas disciplinas de gimnasia.
En diciembre de 2010, Tomás González es galardonado por el Círculo de Periodistas Deportivos de Chile con el "Cóndor de Oro" como el mejor deportista chileno del año. En los Juegos Olímpicos de Londres 2012 obtiene el cuarto lugar en la final masculina de suelo con una puntuación de 15.366, y cuarto lugar en la final masculina de salto. Además destaca Fabián Sepulveda en Gimnasia en trampolín.

## Golf
Chile ha tenido varios golfistas destacados, siendo referentes Felipe Aguilar y Mark Tullo. A nivel femenino Nicole Perrot. Anteriormente en Chile han destacado golfistas como Roy Mc Kenzie. Desde el 17 de mayo de 2017, Joaquín Niemann se convirtió en el primer chileno y latinoamericano en ocupar el nro. 1 del World Amateur Golf Ranking a la vez de ser el primer chileno en ganar un torneo del PGA Tour y Guillermo "Mito" Pereira.
El Abierto de Chile es la principal competencia del país y se disputa todos los años en la ciudad de Santiago.

## Halterofilia

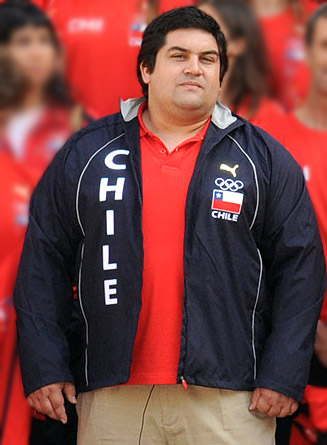
Cristián Escalante.

La halterofilia o levantamiento de pesas, es un deporte que le ha entregado varias medallas panamericanas e iberoamericanas a Chile. El mayor exponente de este deporte en Chile es Cristián Escalante, tetracampeón panamericano en la rama de más de 105 kilos. Su última medalla fue conseguida en los Juegos Panamericanos de 2007. Más recientemente, en 2017, Arley Méndez se coronó campeón en el Mundial de Levantamiento de pesas de Anaheim, en la categoría 85kg. En ese mismo campeonato, María Fernanda Valdés obtuvo el subcampeonato en la categoría 90kg, consagrándose como la mejor exponente femenina chilena de este deporte, además de haber obtenido la medalla de oro en la modalidad de envión en esa misma categoría. La 
Federación Chilena de Levantamiento de Pesas (FECHIPE) rige este deporte.

## Hípica
La hípica en Chile se encuentra desarrollada desde fines del siglo XIX. Se caracteriza por poseer importantes hipódromos, como el Club Hípico de Santiago, el Hipódromo Chile, el Valparaíso Sporting y el Club Hípico de Concepción. Las principales carreras que se disputan en el país son El Ensayo, el St. Leger y el Derby, las cuales conforman la Triple Corona de la hípica nacional. También ha tenido notables jinetes como Sergio Vásquez, el jinete con más carreras ganadas en la hípica nacional; José Santos, quien participó por más de 20 años en la hípica de Estados Unidos y ganó más de 4.000 carreras; Carlos Pezoa, ganador en 2 oportunidades del Gran Premio Internacional Carlos Pellegrini, la máxima prueba de la hípica sudamericana y Ruperto Donoso ganador del Belmont Stakes en 1947. Finalmente se puede destacar que en Chile salen muchos caballos buenos como "Desert Fight", la yegua que en Chile ganó 6 carreras de 8 corridas destacando el tanteo de potrancas (grupo I) y el Alberto Solari Manasco (grupo I) o como "Cougar II", el caballo que en 2006 fue elevado al Salón de la Fama de la Hípica estadounidense.

## Hockey

### Hockey patín
Hasta los años 1930 el hockey patín en Chile se jugaba como distracción en el cerro Santa Lucía y en el Salón Merced. En 1938 se fundó la Asociación Santiago y se jugaba en la plaza de la Libertad, al frente de La Moneda. Luego siguieron la fundación de Asociaciones en Valparaíso, Viña del Mar y Los Andes. 
En 1940 fue creado el Campeonato de Chile de hockey sobre patines y luego ha sido reemplazado por la Liga Nacional de Hockey (LNH).
Los Escorpiones han logrado cuatro veces el cuarto lugar en el Campeonato mundial de hockey sobre patines masculino y fue anfitrión del mismo en el año 1962, en donde se disputaron todos los encuentros en el Gimnasio Nataniel, y en el año 1980, disputado en Talcahuano.
A nivel junior, Los Escorpiones fueron subcampeones en 1999 y 2002 en el campeonato mundial junior de hockey sobre patines masculino, además fueron terceros en 2005 y 2009. 
En 2006, Las Marcianitas fueron sede del Campeonato mundial de hockey patín femenino y fueron campeonas al derrotar a España en la final, fueron terceras en 2014 y 2019 y en 2017 fueron cuartas. Además logró la Copa América de hockey sobre patines en 2007 y el Campeonato Panamericano de Hockey Patín en 2011.
En 2016, Chile fue sede por segunda vez del Campeonato mundial de hockey patín femenino y fue quinto.
Su organización está a cargo de la Federación Chilena de Hockey y Patinaje.
La cancha de Hockey y Patinaje "Las Marcianitas" se encuentra en el Parque deportivo Estadio Nacional, pero estuvo cerrada por remodelación hasta 2021.

### Hockey césped
La Selección femenina de hockey sobre césped de Chile y la Selección masculina de hockey sobre césped de Chile son los equipos representativos del país en las competiciones oficiales de hockey césped. El Campeonato Nacional de Hockey lo disputan el Club Deportivo Universidad Católica (hockey césped), el Hockey Club Deportivo Alemán (CDA) y el Prince of Wales Country Club (PWCC), entre otros.
Su organización está a cargo de la Federación Chilena de Hockey sobre césped (FEHOCH).
El Estadio Nacional de Hockey Césped se construyó para la Copa Panamericana de Hockey sobre césped de 2022 y los Juegos Panamericanos de 2023.

## Jiu Jitsu Brasileño
El BJJ (por sus siglas en inglés) comenzó a ganar presencia en Chile durante la década de 1990, principalmente gracias a la influencia de instructores brasileños que llegaron al país. Al igual que en muchos otros países fuera de Brasil, el BJJ en Chile fue introducido a través de contactos con academias brasileñas y mediante la influencia de atletas y profesores que viajaban a otros países para expandir la disciplina. Los primeros en enseñar BJJ en Chile fueron cinturones negros brasileños que empezaron a dar seminarios y abrir academias, transmitiendo la filosofía y técnica de la familia Gracie. Entre los pioneros, se destacan nombres como Marcos Barbosa y Fernando Yamasaki, quienes visitaron Chile a fines de los 90 y principios de los 2000 para dar seminarios.
En 2008 llega a Chile el dojo COHAB, traído por el Mestre Dan y dirigido por Andrés Pérez. En 2013, Pier Paolo, uno de sus alumnos, abrió una sede en la Región Metropolitana. Inicialmente, la academia estuvo cerca del metro Salvador, lo que impulsó el crecimiento de la comunidad del deporte. Luego, se trasladaron a Apoquindo 4830, donde ahora tienen más de 200 alumnos en Santiago. La academia, bajo la dirección de Pier Paolo Chiappe, campeón internacional y principal instructor, ha tenido un impacto positivo en la comunidad, demostrando dedicación y pasión por el deporte. A día de hoy, sus integrantes han ganado varios torneos nacionales e internacionales, destacando como una de las mayores agrupaciones de Chile y Sudamérica. 
Algunos de los torneos más relevantes de la actualidad son: Open Chile, Open de Invierno y Open de Otoño, el Jiu Jitsu Fest, Copa Chile  de BJJ, entre otros más. 
El Jiu Jitsu Brasileño ha crecido enormemente en Chile en las últimas dos décadas, pasando de ser una disciplina poco conocida a una parte importante del panorama de artes marciales en el país. Con academias y competiciones en expansión, el BJJ en Chile sigue en un camino ascendente, formando atletas y promoviendo valores fundamentales tanto dentro como fuera del tatami. 

## Judo
El judo chileno obtuvo dos medallas de oro y seis de bronce en el Campeonato Sudamericano que se disputó en Lima, Perú en 2018. Destacan los judocas Thomas Briceño y Mary Dee Vargas. Su organización está a cargo de la Federación de Judo de Chile (FEJUCHILE).

## Karate

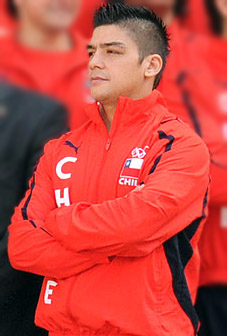
David Dubó.

El karateca chileno David Dubó, logró el oro en el Mundial de la especialidad, que se desarrolló en Tokio en 2008. Dubó se impuso en el combate final al turco Muslum Basturk por decisión arbitral, en la categoría de 75 kilos, en una reñida lucha que se definió por escaso margen. Más recientemente, el año 2017 en Irlanda, Rodrigo Rojas se coronó campeón en el Mundial de Karate (estilo Shotokan) de la Asociación Japonesa de Karate (JKA). Además destacan Valentina Toro, Susana Li, Valentina Vega, Joaquín González y Camilo Velozo. Su organización está a cargo de la Federación Deportiva Nacional de Karate de Chile.

## Kickboxing
Destacan los kickboxers Iván El Terrible Galaz que obtuvo el título mundial de kick boxing de la WKC categoría de los 89 kilos, luego de vencer al mexicano Alejandro Aguilar de local en 2015. En 2016 retuvo el título mundial contra el mismo oponente en Chile. Además, es el campeón sudamericano de Kickboxing de la WKL y pelea en Glory (kickboxing) y WGP Kickboxing de Brasil; Macarena Maca “La Maquinita” Orellana Caperochipi, Aylín Sobrino Umaña, Tamara Venegas, Beatriz Reyes, Sebastian Corral, Rodrigo Miño y Carolina Rodríguez. Su organización está a cargo de la Federación Deportiva WAKO Chile y la Federación Chilena de Kickboxing WKF. Además, se practican deportes de combate como el K-1 y el Full contact.

## Kung fu
Matías Rojas González fue campeón mundial de Kung-fu en la forma manos vacías en Lima, Perú en 2014. Su organización está a cargo de la Federación Chilena de Wushu - Kung Fu - Tai Chi y Sanda.

## Lucha libre olímpica
En lucha libre olímpica y lucha grecorromana han destacado Andrés Ayub y Yasmani Acosta, quien logró la medalla de plata en su categoria en los juegos olímpicos de París 2024. Su organización está a cargo de la Federación Deportiva Nacional de Lucha Olímpica de Chile (FEDENALOCH).

## Lucha libre profesional
El “Cachacascán” (del inglés, Catch as catch can) como era conocida la lucha libre profesional en el país, se remonta al exitoso programa de televisión “Titanes del Ring” que surgió en 1971, donde destacaban los hermanos Manuel Vargas “Mister Chile” y Jorge Vargas “La Momia”. Décadas después, Alejandro Sáez "XL" y Zatara "la Cabrona" pelearon en WWE, en el torneo Cruiserweight Classic, representando a Chile, al igual que ahora lo hacen, Catalina García “Jessy” e Indi Hartwell (hija de chilena) en la marca NXT. Chile ha sido sede de varios eventos de WWE.  
Stephanie Vaquer peleó en el Consejo Mundial de Lucha Libre (CMLL) de México, es la primera luchadora sudamericana en la promotora y recientemente ha ganado el campeonato femenino de dicha empresa, lo que la convierte también en la primera sudamericana en ganarlo. Posteriormente, en marzo 2024 ganó el Campeonato Femenil NJPW Strong, venciendo a Giulia, para posteriormente en el 2024 fichar por la marca NXT de la WWE, convirtiéndose tanto en Campeona Norteamericana como Campeona Femenina de NXT, siendo la primera chilena, sudamericana y nacida en Latinoamérica en ser campeona de dicha marca. Vaquer es considerada la mejor luchadora chilena de todos los tiempos. 
Durante este mismo período ganó el Campeonato Mundial Femenil de Parejas de CMLL (junto a Zeuxis) y el campeonato femenino STRONG de New Japan Pro Wrestling (NJPW), luchando en dicha empresa y también en All Elite Wrestling (AEW). Actualmente se encuentra luchando en WWE en su territorio de desarrollo NXT. La organización de la Lucha Libre chilena está a cargo de la Federación Nacional de Lucha Libre. 
En cuanto a las empresas chilenas actuales, a fines de la década de los dos mil existían varias empresas nacionales como XNL (EXplosión Nacional de Lucha), RLL (Revolución Lucha Libre), CLL (Chile Lucha Libre), FULL Antofagasta, entre otras. El caso de XNL resulta interesante puesto que trajo estrellas de carácter internacional como Súper Crazy (ex WWE y X-LAW de México), Kenta (NJPW, ex WWE y NOAH) o Dick Togo quien vino en su gira de retiro en aquel entonces comenzando la década de 2010. Algunos de los luchadores nacionales más conocidos como Alejandro Sáez (quien además luchó en NOAH y en México), Guanchulo (ex DDT), Hellspawn (quien tuvo un recorrido por México), Jay Jay Jocker, Alison Evans o Engranaje Jack lucharon en algunas de estas empresas. En la actualidad la empresa Legión ha ganado bastante popularidad, incluso tiene una sede en Argentina llamada Legión Nueva Era. Por otra parte, CNL (Campeonato Nacional de Lucha) ha iniciado un proyecto ambicioso de Pro Wrestling en Chile y que ha tenido bastante notoriedad, pues actualmente tienen una web serie y cuenta con varios auspiciadores. 

## Motociclismo
Su máximo exponente es Carlo de Gavardo, quien ha obtenido destacadas participaciones internacionales tanto en el enduro como en el rally cross-country. Alcanzando el campeonato mundial de rally. De Gavardo popularizó el Rally Dakar en Latinoamérica con sus destacadas actuaciones, siendo su mejor ubicación el tercer lugar obtenido en la edición de 2001, además de ser el primer deportista latinoamericano en ganar una etapa en el rally-raid más importante del mundo.
Otro campeón del mundo es Francisco "Chaleco" López en la categoría de 450 cc, algo sorprendente si se toma en cuenta que lo logró con la escudería Honda y no con KTM que es la número 1 en rally. López ha obtenido muy buenos resultados en el Rally Dakar, subiendo al podio en dos oportunidades. Además es el motociclista latinoamericano con más etapas ganadas en la historia del Dakar.
Otro campeón del mundo es Javier "Astroboy" Villegas campeón mundial de Motociclismo FreeStyle 2011. Su organización está a cargo de la Federación de Motociclismo de Chile (FMC).

### Cuadrimoto
El máximo exponente de cuadrimoto es el santiaguino Ignacio Casale que en enero de 2014 hizo historia al consagrarse campeón del Rally Dakar. El año anterior ya había cumplido con la mejor posición de un deportista chileno en dicho rally, que es el rally-raid más exigente y más importante del mundo, al obtener la segunda posición. Luego Casale sería segundo nuevamente en la edición 2017 y se volvería a coronar campeón en este deporte en el Rally Dakar 2018 y en la edición 2020. Otro piloto destacado, ha Sido Giovanni Enrico, quién obtuvo el segundo lugar en el Rally Dakar 2021.

## Muay Thai
Daniela Huracán Callejas obtuvo el título mundial Profesional de la World Muay thai Organization en 2013 y lo revalidó en 2014 y 2015 en Tailandia, luego de vencer a la australiana Hannah Mercieca. Antes consiguió la medalla de plata en el Mundial Pro-Am WorldMAC Games del mismo año. Su entrenador el Kru (Maestro) Juan Carlos Huracán Coria obtuvo el título mundial de Muay Thai Boran en 2014 y 2015. Destaca María Jesús González, Katia Faúndez y Josefa "La Doctora" Téllez. Su organización está a cargo de la Federación Deportiva Nacional Muay Thai Chile.

## Natación

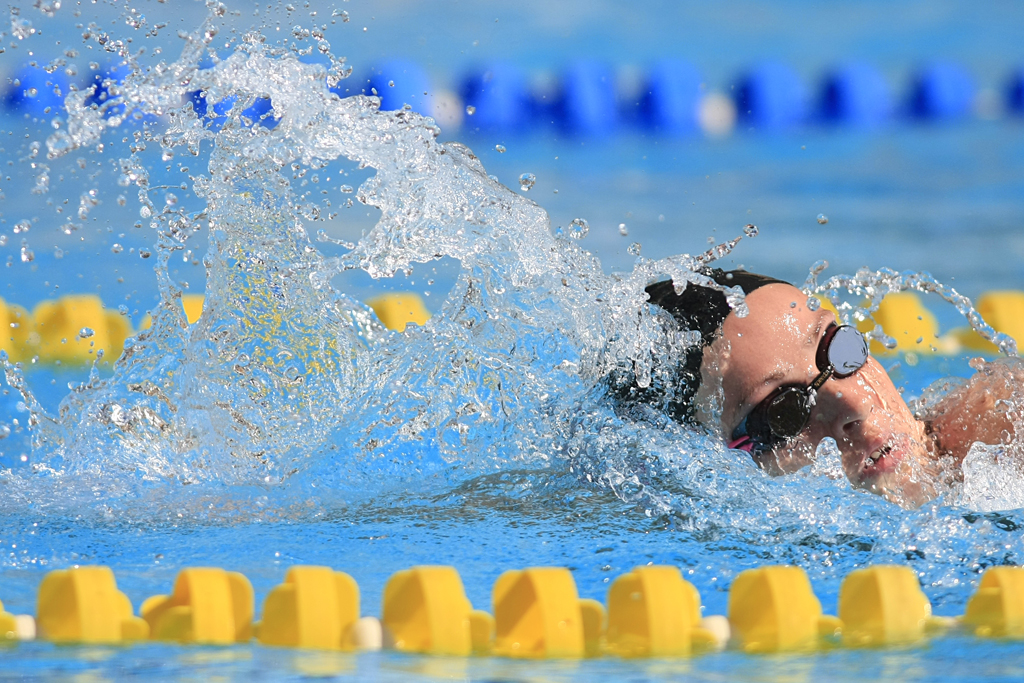
Kristel Köbrich.

En períodos pasados el mayor exponente chileno de natación fue el conocido Víctor Contreras (Tiburón Contreras) quien hizo récord mundial cruzando los estrechos de Magallanes y Gibraltar; fue famoso por sus tiempos en largas distancias. Actualmente los mejores exponentes masculinos son Maximiliano Schnettler y Giancarlo Zolezzi quienes se ubican entre los 25 mejores nadadores del mundo pero con una carrera deportiva muy irregular. En representación femenina, Kristel Köbrich tiene los mejores récords nacionales y sudamericanos en 800 y 1500 metros libres; excelente se calificó su participación en los Juegos Olímpicos de Atenas 2004 quedando entre las 15 mejores nadadoras del mundo, además en el año 2007 logró el 7° lugar en el campeonato mundial de natación en la prueba de 1500 m. La máxima competición universitaria es el Campeonato Nacional Universitario de Natación. Bárbara Hernández, es especializada en nado en aguas gélidas.  Conocida como "La Sirena de Hielo" se ha consolidado como número uno en el ranking mundial de aguas gélidas, disciplina que practica desde el año 2014, cuando fue invitada a la Patagonia Argentina para nadar en el glaciar Perito Moreno.

## Patinaje de velocidad
María José Moya se coronó bicampeona mundial de patín carrera en 200 metros en 2013 y 2014, además obtuvo el récord del mundo en 2013.

### Skateboarding
Existe el Patinódromo del Estadio Nacional y varios Skateparks en Santiago y regiones. Destacan las skaters Josefina Tapia Varas en Park y María José Rojas Benavides en Street. La organización del patín carrera y del skateboarding están a cargo de la World Skate Chile.

## Pentatlón moderno
En 1953 se organizó en Chile la IV edición del Campeonato Mundial de Pentatlón Moderno en donde los deportistas locales obtuvieron la medalla de bronce en la competencia por equipos, que estaba integrado por Nilo Floody, Luis Carmona y Gerardo Cortés. El hijo de este último brillaría en las competencias nacionales y sudamericanas en la década de 1980. Décadas más tarde Cristián Bustos Rodríguez fue 8 años consecutivos campeón del continente y su hermano Esteban obtuvo medallas de plata y bronce en los Juegos Panamericanos.

## Pesca deportiva
| Pesca submarina | Pesca submarina | Pesca submarina        |
| Categoría       | Veces campeón   | Años campeón           |
| --------------- | --------------- | ---------------------- |
| Mundial         | 3               | 1971, 1983, 2004       |
| Panamericano    | 4               | 2005, 2007, 2011, 2024 |

Chile ha sido tres veces campeón mundial de pesca submarina (1971, 1983, 2004), y cuatro veces campeón paramericano del mismo (2005, 2007, 2011, 2024).
Fue el motor para la pesca en Chile las especies salmonídeas introducidas en el país a finales del siglo XIX, con gran éxito al no encontrar grandes enemigos o predadores en las aguas templado frías del país.
Posteriormente el estado como una política social, al principio y luego para fomentar la actividad acuícola, fue actor relevante al crear pisciculturas que liberaban a los ríos especies como trucha arcoíris, marrón y fontinalis, como también especies del salmón anádroma como plateado, rey y atlántico. Con esto se logró una variedad de especies que se adaptaron muy bien al nuevo medio.
No hay estadística fidedigna de los pasatiempos de los chilenos, sin embargo se cree que la pesca es el segundo o tercer pasatiempo de los chilenos. Si bien las artes de pesca consisten en aparejos compuesto de una catalina o carretilla simple de madera, plástica o metal, más una línea de nailon, con destorcedor o antienredante, con un aparejo de anzuelos simples o arañas, su simpleza y costo bajo lo hacen muy popular.
La carnada más utilizada es la lombriz de tierra como también tebo o gusano, algunos anfibios, cangrejos de agua dulce (pancoras y camarones), algunos caracoles de agua dulce, pequeños peces como bagres, pochas, etc. Si bien el cebo natural está prohibido para la pesca de las especies salmonídeas es de uso común sin distinguir entre estas especies y otras silvestres como el pejerrey, el bagre, la percatrucha, etc. La pesca con aparejos más complejos se ha ido popularizando fundamentalmente por las importaciones de marcas más asequibles, que han colocado precios bajo los $5000 para equipos de spinning y arrastre y de menos de $50.000 para equipos de pesca con mosca, siendo este último arte de pesca el de más rápido crecimiento en los últimos años debido a que es la técnica que garantiza menores daños al pez, es sin duda más eficiente a la hora del número de presas por excursión y el nivel de conocimiento para aprender la técnica ha ido en aumento gracias a que muchos extranjeros prefieren a Chile como lugar de destino para pescar salmonídeos de gran tamaño y de paso instruyen en la técnica a nuevos guías que se dedican a la actividad.
El aumento de los complejos que se dedican a este tipo de turista ha sido explosivo, desde un puñado a principio de los años 90 a más de unas decenas de lodges a principios del nuevo siglo XXI. Además, el estado en conjunto con los operadores de este tipo de pasatiempo, están cerca de publicar una ley que regula más eficientemente y pretende darle un impulso para que el recurso se mantenga en el tiempo. Por último mencionar que la pesca deportiva en agua dulce, fundamentalmente se da desde la V Región de Valparaíso hacia el sur de Chile, siendo particularmente exitosa y rica en especies de agua dulce desde las IX Región de la Araucanía a XII Región de Magallanes y de la Antártica Chilena, y el gran desarrollo turístico se concentra fundamentalmente en la Araucanía. Su organización está a cargo de la Federación Deportiva Nacional de Actividades Subacuáticas y Salvamento Acuático (FEDESUB).

## Polo

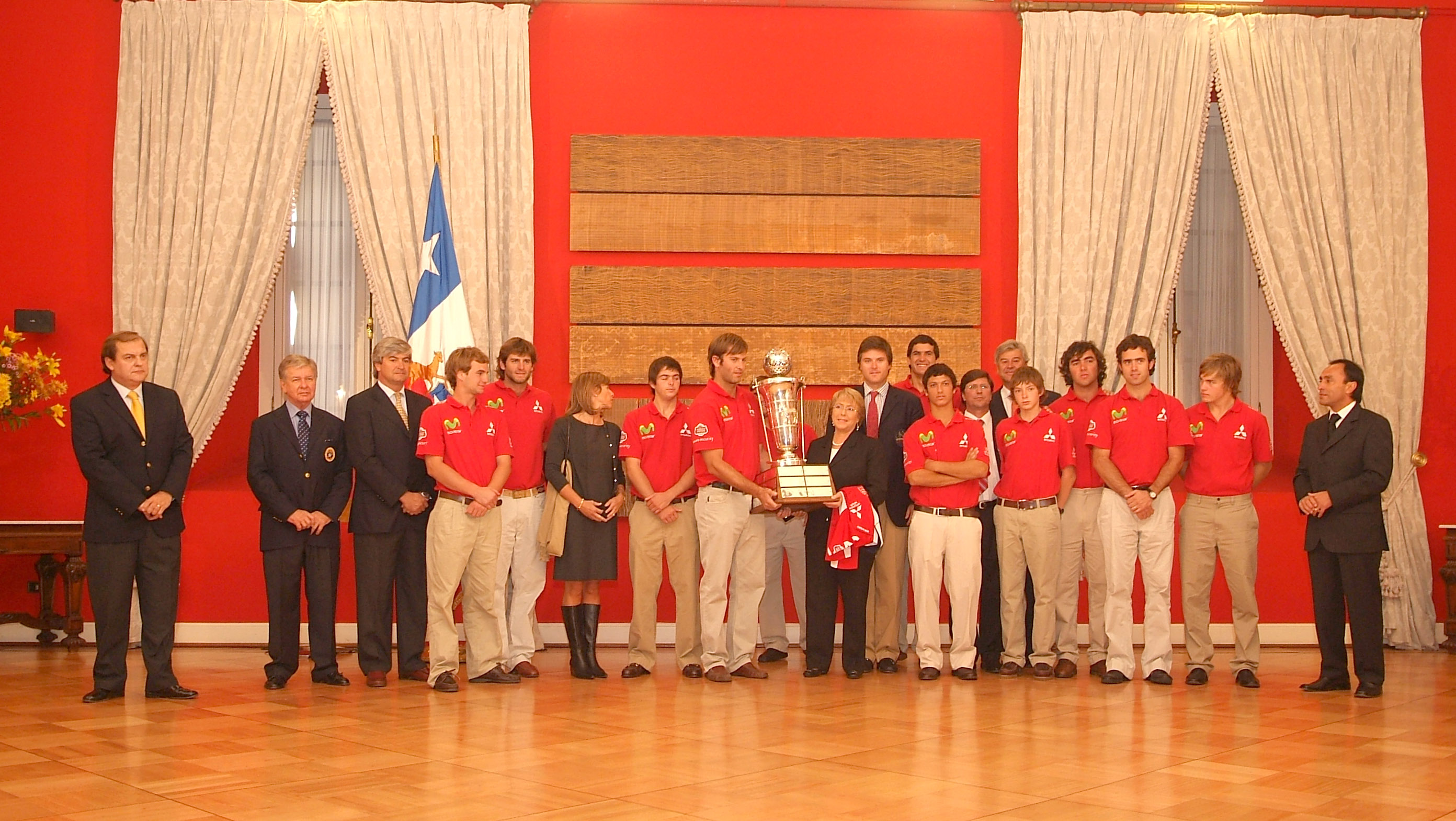
La Selección de polo de Chile campeona del mundo es recibida en La Moneda.

Chile ha sido campeón mundial de polo en dos oportunidades. Su primer título lo alcanzó en mayo de 2008 al vencer a Brasil 11 a 9 en la final del Campeonato Mundial de Polo de 2008, disputado en Ciudad de México. Su segundo título mundial fue en el Campeonato Mundial de Polo de 2015 el 1 de abril de 2015 en Santiago.
El fallecido polista Gabriel Donoso es el máximo exponente de este deporte en Chile, siendo el jugador con más alto hándicap (9 goles de hándicap) y es recordado por haber llevado a la selección nacional a conseguir la prestigiosa Coronation Cup entregada por la Reina Isabel II del Reino Unido en 2004, además de otro título en 2007. Otros resultados importantes de Chile en el Campeonato Mundial de Polo fueron los vicecampeonatos en los mundiales realizados en Chile en 1992 y en Australia en 2017; además del tercer lugar del mundial realizado en Francia el año 2004.

## Remo
El remo también ha hecho historia, debido a la obtención de la medalla de oro en el Campeonato Mundial de Remo de Sevilla 2002 por Christian Yantani y Miguel Ángel Cerda. En 2005, Cerda y Felipe Leal consiguieron el vicecampeonato en la prueba dos sin timonel peso ligero, en el Campeonato Mundial de Remo, disputado en la ciudad japonesa de Gifu, al siguiente año Chile logra el Campeonato Sudamericano Juvenil por Equipos en Paraguay. En los Juegos Panamericanos de Río de Janeiro en 2007 la dupla del dos sin libre de Soraya Jadue y María José Orellana lograron la presea dorada mientras que Miguel Cerda y Felipe Leal lograron esta vez en el doble par peso ligero la medalla de bronce.
El remo se practica en Chile en distintas ciudades siendo las principales Valdivia, Concepción y Valparaíso, siendo la primera la ciudad en que más se practica, esto debido a sus caudalosos ríos y los diferentes clubes de remo.
Actualmente, se está desarrollando fuertemente el remo en la ciudad de Santiago, específicamente en las lagunas Carén y Aculeo (antes). Su organización está a cargo de la Federación Chilena de Remo.

### Canotaje

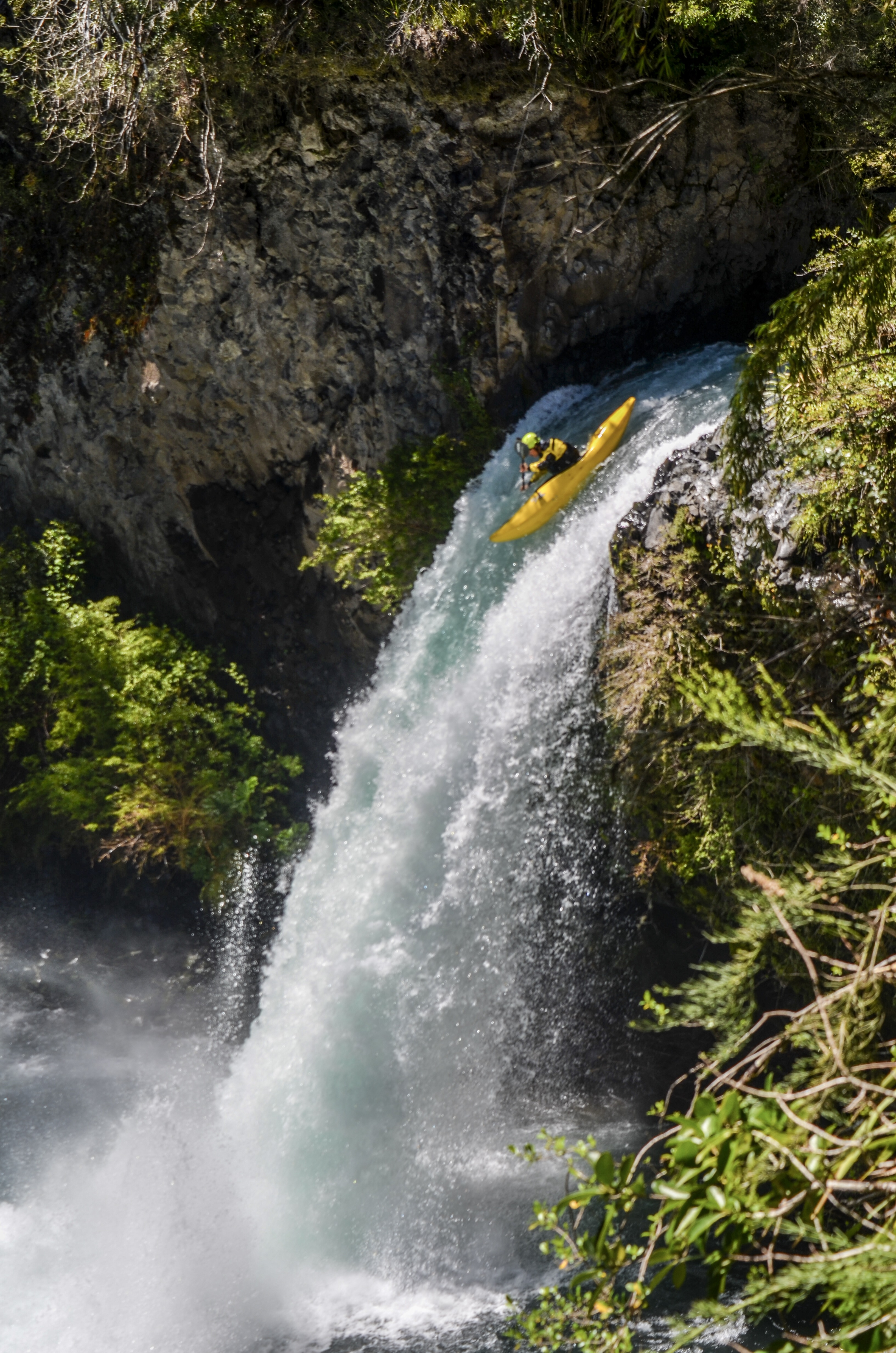
Canoísta de aguas bravas en el río Blanco.

Han destacado Pablo McCandless, Nancy Millán, Bárbara Moraga, Fabiola Zamorano, María José Mailliard y Karen Roco. Desde 2013 es realizada la Carrera de Wampo, anualmente en febrero en el lago Budi de la Región de La Araucanía. Su organización está a cargo de la Federación Chilena de Canotaje.
María José Mailliard ha ganado 3 oros y 3 platas en el Campeonato Mundial de Piragüismo, destacando como una de las mejores latinoamericanas en Piragüismo.

## Rodeo
El rodeo chileno es el deporte nacional y el segundo deporte más popular en Chile, después del fútbol. Se practica en las zonas rurales de la zona central y sur del país desde hace más de 400 años, aunque recién en 1962 fue declarado deporte nacional por oficio n.º 269 del Consejo Nacional de Deportes y Comité Olímpico de Chile.
Todos los años se realiza el Campeonato Nacional de Rodeo en la Medialuna Monumental de Rancagua. Su máximo exponente es el jinete Juan Carlos Loaiza, quien ha ganado el título nacional en nueve oportunidades, le siguen Ramón Cardemil y Eduardo Tamayo con siete campeonatos.

## Rugby
Aunque no se tiene definido la data exacta del rugby en Chile, se presume que la colonia inglesa introdujo el juego al país. La formación de la selección se realiza en 1935 bajo el nombre de Unión de Rugby de Chile, que posteriormente en 1948 pasaría a llamarse Federación de Rugby de Chile. En la actualidad el rugby en Chile es uno de los deportes más practicados. La selección de rugby de Chile (Los Cóndores) ha llegado a ser 21º en el ranking del mundo y 3° de Latinoamérica, después de la Argentina y Uruguay.
En la actualidad existen 14 asociaciones de Rugby distribuidas a lo largo de todo el país (entre Arica y Magallanes), más una asociación de árbitros. Los equipos nacionales más representativos del rugby chileno son el Club Deportivo Universidad Católica, Old Boys, Stade Francais, y COBS (Craighouse Old Boys) y el PWCC (Prince of Wales Country Club) en Santiago; Old Mackayans y Sporting, en Viña del Mar; Club de Rugby Los Troncos y Old John's, en Concepción.
Existen la selección de rugby 7 de Chile, la selección de rugby playa de Chile y la selección de rugby league de Chile.
La máxima competición universitaria es el Campeonato Nacional Universitario de Rugby Sevens.

## Sandboard
José Martínez (Iquique, 1979), el año 2014 y 2015 se coronó campeón del mundo de sandboard, deporte que consiste en desplazarse por dunas o cerros de arena a toda velocidad sobre una tabla bastante parecida a las tablas de snowboard.

## Surf
En surf destaca Manuel Selman y Trinidad Segura. Chile ha sido sede de distintos eventos mundiales en diferentes ciudades. Su organización está a cargo de la Federación Chilena de Surf (Fechsurf).

## Taekwondo
En el año 1988 la Federación Deportiva Nacional de Taekwondo ganó el Champion Interestilos de artes marciales, evento donde participaron más de mil cultores de las artes marciales.[cita requerida]
Hoy en día el taekwondo en Chile es un deporte federado, afiliado al Comité Olímpico de Chile (COCh). Ha participado en eventos fundamentales como son los Juegos ODESUR, donde el taekwondo chileno suma a la fecha diez medallas de oro, obtenidas por los deportistas Leopoldo Araneda, Fernando Remedy, Esteban Vitagliano y Renzo Zenteno en 1986; Diego Yánez y Humberto Norambuena en 1990; Anyelina Contreras, Sergio Cárdenas y Felipe Soto en 1994; Felipe Soto en 1998, así como varias otras preseas de plata y bronce, aportadas por destacados deportistas chilenos.
En Juegos Panamericanos los deportistas Diego Yánez en 1991 y Sergio Cárdenas en 1995 aportaron medallas de bronce a Chile.
Cinco representantes chilenos superaron las fases clasificatorias y representaron a Chile en los Juegos Olímpicos: Diego Yánez y Humberto Norambuena en Barcelona 1992 (siendo el taekwondo deporte de exhibición), Felipe Soto en Sídney 2000 (como deporte oficial), Yeny Contreras en Londres 2012 (como deporte oficial), e Ignacio Morales en Río 2016 (como deporte oficial). Paralelamente a los resultados en eventos fundamentales, los taekwondistas chilenos han conseguido un gran número de medallas para el país en Copas del Mundo, Campeonatos Sudamericanos, Panamericanos y Mundiales oficiales de la especialidad, igual que en eventos abiertos de preparación.[cita requerida]

## Taichí
El taichí y el chi kung en Chile han ganado popularidad durante los últimos años y es practicado mayormente por personas adultas. Su organización está a cargo de la Federación Chilena de Wushu - Kung Fu - Tai Chi.

## Tenis

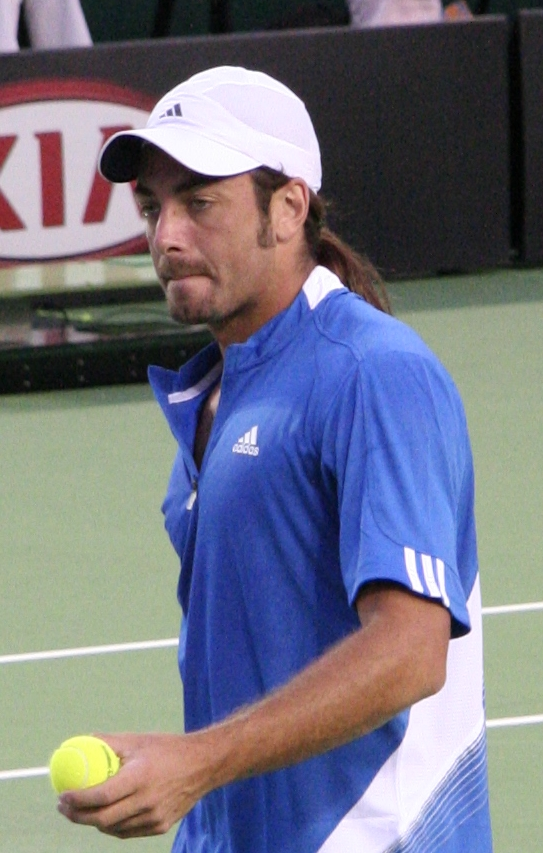
Nicolás Massú, campeón de doble oro olímpico en Atenas 2004.

Sus máximos referentes son, los ya retirados, Marcelo Ríos, quien alcanzó el Número 1 del Mundo en el ranking de la ATP en 1998 y Luis Ayala, ganador de un Grand Slam en dobles mixto (Roland Garros 1956) y dos veces finalista en singles (Roland Garros 1958 y 1960), también fue escogido por revistas especializadas número 5 del mundo (en ese tiempo no había ranking abierto); además de la tenista Anita Lizana, primera latinoamericana en ganar un Grand Slam (Forest Hills, antecesor del actual US Open). Jaime Fillol ganador de 7 títulos en singles y 15 en dobles, No. 14 en singles, además de Hans Gildemeister quien fue quinto en dobles en 1987 (junto a Andrés Gómez), y No. 12 en singles, y los medallistas olímpicos Nicolás Massú y Fernando González. También destaca Silvana Urroz.
Chile fue bicampeón del Mundial de Tenis por equipos (hoy Copa ATP) en Düsseldorf (2003 y 2004) y fue finalista de la Copa Davis en 1976.
En 2004 los tenistas Fernando González y Nicolás Massú obtienen las primeras medallas olímpicas de oro para Chile en los Juegos celebrados en Atenas, recibiendo en arduos partidos medalla de oro en dobles (Massú-González), bronce (González) y oro en individuales (Massú). En los Juegos Olímpicos de Beijing 2008, Fernando González obtuvo medalla de plata en singles.
Con respecto al Número 1 obtenido por Marcelo Ríos, las medallas de oro en los Juegos Olímpicos, el bicampeonato en Düsseldorf, el Grand Slam de Anita Lizana y la final de la Copa Davis, cabe destacar que Chile fue el primer país sudamericano en alcanzar estos logros. Chile fue finalista de la Copa Davis en el año 1976, pero fue derrotado por 4 a 1 por Italia, en el Estadio Nacional de Santiago.
Actualmente, tras el retiro de Fernando González, Nicolás Massú, Paul Capdeville, Hans Podlipnik, y Jorge Aguilar, y Andrea Koch, el tenis chileno está concentrado en nuevas figuras jóvenes como Christian Garin, Nicolás Jarry, Tomás Barrios, Alejandro Tabilo, y en Alexa Guarachi y Daniela Seguel.

## Tenis de mesa
Chile ha destacado a nivel sudamericano y panamericano en tenis de mesa, obteniendo por lo general los primeros puestos sin la necesidad de recurrir a orientales nacionalizados como han hecho otros países de menor categoría. Entre los principales exponentes de este deporte se puede citar a María Paulina Vega, Berta Rodríguez y Sofija Tepes. Su organización está a cargo de la Federación Chilena de Tenis de Mesa (FECHITEME).

## Tiro
El deporte de IPSC (Tiro Práctico) es el más dinámico deporte del tiro en el mundo de hoy. A diferencia de los tradicionales deportes de tiro de precisión en fuego central, los atletas de IPSC usando armas cortas, tratan de impactar una variedad de blancos de tiro mientras maniobran con seguridad a través de una pista que puede requerirles correr, caminar y hasta saltar ante obstáculos que hay en su camino.
El juego mide la precisión del atleta en los blancos así como la cantidad de tiempo que le toma completar el recorrido. El atleta que puede calificar la mayor cantidad de puntos en el menor tiempo posible es declarado el vencedor.
Tiro de IPSC practican a nivel mundial con competencias internacionales mantenidas en locaciones de más de 70 países.
Estos torneos varían de tamaño físico desde competencias regionales o campeonatos nacionales hasta Campeonatos Continentales y Mundiales, que son realizados en ciclos de tres años. Más de 700 competidores de cerca de 70 países miembros asisten a estos festivales en cinco días de competición internacional y de buena voluntad.
La Confederación Internacional de Tiro Práctico (IPSC) fue fundada en Columbia, Estados Unidos en mayo de 1976. En Chile se practica este deporte desde principios de la década de 1990, y la federación chilena fue reconocida y aceptada como miembro de IPSC en este periodo.
Las pistas de tiro en estos eventos están sujetas a un proceso de aprobación para asegurar principalmente que ellas puedan ser expuestas en total seguridad. Personal altamente entrenado y experimentados aprueban el diseño y asisten en la construcción de las varias pistas para asegurar que no habrá la posibilidad de ninguna acción o situación insegura. Como una función secundaria, estos oficiales aseguran que las pistas cumplan con los reglamentos de IPSC.
Muy a menudo una pista se construye de manera similar a una pista de obstáculos. Un competidor será requerido de activar ventanas, inclinarse, arrodillarse, o escalar, para enfrentar los blancos. Los competidores podrán disparar cuantos proyectiles consideren necesarios para calificar en todos los blancos. Todo esto tiene lugar a la mejor posible velocidad para el individuo.
Los competidores trabajan contra un reloj electrónico que registra el tiempo transcurrido para la pista de tiro. La planilla de la calificación al combinarse con el tiempo y el tamaño de la pista de tiro (relativo al total del evento), resulta en una calificación numérica. Estas calificaciones son entonces acumuladas para todo el evento a fin de determinar al vencedor.
Cabe destacar que en este deporte Chile obtuvo el primer campeonato mundial de su historia deportiva, de la mano de Juan Enrique Lira, en 1965 en el Mundial de Santiago, en la modalidad "fosa olímpica". Al año siguiente, Jorge Jottar replicó el hito de Lira, coronándose campeón en el Mundial de Wiesbaden, esta vez en la modalidad "skeet".
Dos de las catorce medallas olímpicas del país son de esta didisciplina. La primera por parte de Alfonso de Iruarrizaga, plata en Seúl 1988. Mientras que Francisca Crovetto fue campeona olímpica en París 2024, siendo la tercera medalla de oro en la historia del país y la primera mujer en la historia del país en subir a lo más alto del podio en la cita de los cinco anillos.
Su organización está a cargo de la Federación Deportiva Nacional de Tiro al Blanco de Chile (FEDENAT) y la Federación Deportiva Nacional de Tiro al Vuelo de Chile.

## Tiro con arco
En 2011, Denisse van Lamoen se coronó campeona en el Mundial de tiro con arco de Turín, en la modalidad "recurvo". Su organización está a cargo de la Federación Chilena de Tiro con Arco (Fechta).

## Triatlón

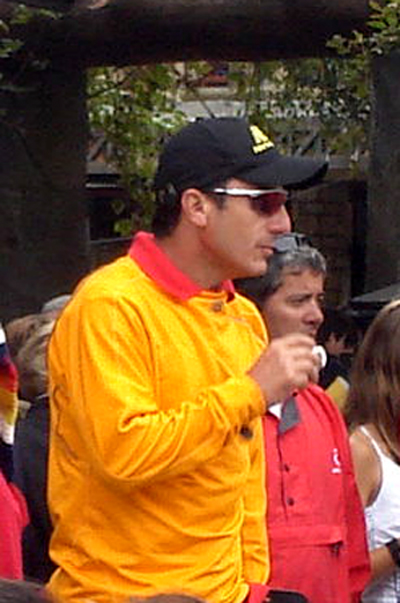
Cristián Bustos obtuvo el 2° lugar en el Ironman de Hawái 1992, siendo el único latinoamericano top-ten en esa carrera hasta la actualidad.

El máximo exponente chileno fue el triatleta Cristián Bustos, quien casi consiguió el título Ironman en Hawái en 1992. Disputó la carrera duramente con el legendario estadounidense Mark Allen; en la fase del trote ya llevaba el primer lugar, pero en el kilómetro 25, el estadounidense lo alcanzó, y en una pelea codo a codo Bustos se quedó con el segundo lugar. Actualmente la mejor exponente femenina Elite es Bárbara Riveros que se consolidó como la mejor triatleta en América a los 18 años y campeona mundial de triatlón de velocidad en 2011. El mejor exponente masculino Elite es Felipe Van de Wyngaard, quien ha conseguido importantes logros a nivel nacional y en el extranjero. Chile cuenta con el Ironman 70.3 Pucón, prueba madre del triatlón sudamericano, y los circuitos del Triatlón de Viña del Mar y Villarrica, de carácter internacional con gran cantidad de corredores amateurs, y profesionales de todo el mundo.

## Vela
Actualmente Chile cuenta con uno de los mejores exponentes de la vela mundialmente. Alberto "Tito" González ha logrado ser campeón 5 veces en una de la más famosas, el Lightning. González logró el año 2005 el premio mejor deportista, otorgado por el Círculo de Periodistas Deportivos y en 2006 el premio Presidente de la República entregado por el Estado al mejor deportista. Además recientemente medalla de oro en los Panamericanos de Río. El deporte nacional lo ha reconocido con estos premios y además con otorgarle la posibilidad de haber sido el abanderado chileno en los Juegos Panamericanos de Canadá. Tito además cuenta con títulos mundiales en j-24 y otras categorías, además de muchos títulos sudamericanos.
El deporte no está tan masificado en Chile, pero contar con exponentes de este tipo como también lo es Matías del Solar (3° en el ranking de láser) y clasificado a los Juegos Olímpicos, lo hacen digno de destacarse, al igual que, Clemente Seguel en Laser. Su organización está a cargo de la Federación de Vela de Chile (Fedevela).

## Voleibol
El voleibol en Chile se practica regularmente desde la década de 1920, celebrándose el primer torneo en 1932. En 1942 se crea la Asociación Nacional de Voleibol, antecesora de la actual Federación de Vóleibol de Chile, y se organiza la primera Liga Chilena de Voleibol. Destaca el Club Deportivo Boston College Voleibol Femenino.
Chile ha logrado destacarse esporádicamente en el concierto sudamericano, dominado por potencias como Brasil o Argentina. Sus mayores logros a nivel masculino han sido el vicecampeonato en el Campeonato Sudamericano Masculino de Voleibol de 1961, las medallas de platas obtenidas en los Juegos Odesur 2014 y Juegos Odesur 2018, la medalla de oro en los Juegos Bolivarianos 2013, el cuarto lugar en la Copa Panamericana 2019 y el cuarto lugar en los Juegos Panamericanos 2019, en cuanto a la selección femenina destaca la medalla de plata en los Juegos Odesur 2014. Chile organizó el Campeonato Sudamericano en 1962 (masculino y femenino), 1981 (masculino), 2007 (masculino y femenino), 2017 (masculino) y 2019 (masculino).
Chile ha clasificado una vez a los mundiales de vóleibol en damas y varones, ambos en 1982, tanto en Perú (mujeres) y Argentina (hombres).

### Voleibol de playa
El voleibol de playa también ha destacado a nivel internacional. La máxima competición universitaria es el Campeonato Nacional Universitario Voleibol de playa Chile. Destacan los primos Marco Grimalt, Esteban Grimalt; Pilar Mardones, María Francisca Rivas y Chris Vorpahl.

## Yoga
El Yoga en Chile, ha ganado popularidad durante los últimos años y es practicado por personas de casi todas las edades. Su organización está a cargo de la Asociación Nacional de Yoga Chile.